# Architecture baroque
L'architecture baroque apparaît au début du XVIIe siècle en Italie et se propage rapidement dans toute l'Europe. Le vocabulaire formel de l'architecture antique, redécouvert et réinterprété par la Renaissance, est employé d'une nouvelle manière, plus rhétorique, plus théâtrale, plus ostensible, afin de servir le projet absolutiste et triomphal de l'Église et des États catholiques. L'architecture baroque, comme le baroque lui-même, se caractérise par un usage opulent et tourmenté des matières, des couleurs, des jeux d'ombre et de lumière mettant l'accent notamment sur le mouvement et sur les impressions. L'architecture baroque est née à Rome, et c'est bien la grandeur romaine que les premiers architectes baroques tentent de retrouver, c'est-à-dire à travers une architecture sévère mais grandiose, rigoureuse à l'origine mais qui se laisse progressivement gagner par la couleur, par le goût pour la courbe avant de donner naissance au XVIIIe siècle à une architecture exubérante, fourmillant de détails, disparaissant sous le décor, dont l'expression la plus éloquente tient dans les réalisations du baroque churrigueresque espagnol.

## Les prémices
Le développement du style baroque est généralement défini comme consubstantiel à la Contre-Réforme. Il a néanmoins été adopté par les élites des pays protestants du nord de l’Europe et par celles du monde orthodoxe slave. Sa naissance à Rome est concomitante avec celle de la compagnie de Jésus, fondée en 1537 pour renforcer l’influence catholique perdue et évangéliser le Nouveau Monde, et avec celle du concile de Trente (1545-1563) qui réforme les excès les plus patents de l'Église catholique romaine dont la réputation était entachée par un népotisme systématique et le scandale des indulgences. Il a ainsi essaimé dans l’Europe entière, ainsi que dans le Nouveau-Monde.
Le dernier édifice de Michel-Ange, la basilique Saint-Pierre, peut être considéré comme précurseur[réf. nécessaire] de l’expression baroque en architecture, de par ses dimensions colossales inédites. Son élève, Giacomo della Porta en développe le langage, en particulier à travers l’élévation de la façade de l’église du Gesù de Rome (1584), église-mère de la compagnie de Jésus alors en pleine expansion. Cet édifice est souvent considéré comme le premier exemple d’architecture baroque, lequel influencera l’architecture religieuse pour le siècle à venir[réf. nécessaire].

## Caractéristiques
Les origines du mot baroque sont incertaines. Le mot est issu du portugais barroco. Contrairement à une idée courante, le terme ne désigne pas, dans un premier temps, une perle irrégulière : un barroco, en portugais, désigne un gros rocher de granit à la forme irrégulière. C'est seulement par analogie qu'il désigne la perle irrégulière. Dans les deux cas, il s’agit d'une réalité irrégulière. Le mot baroque signifie « extravagant, imprévu, irrégulier »… Utilisé comme adjectif, le terme « baroque » s’applique aux attributs formels indépendants du contexte historique. On parlera de musique, de pensée ou de littérature « baroque » pour relever le caractère « baroque » de cette littérature, de cette pensée, ou de cette musique. Utilisé comme substantif, il désigne des formes d’expression artistique ou religieuse, comme de multiples formes d’organisations sociales. On ne peut l’extraire, ici, de son contexte mental[évasif]. Dans ce dernier cas, on parlera du « baroque » dans l’Europe catholique, de la fin du XVIe vers le milieu du XVIIIe siècle. Les historiens de l'art utilisent avec réticence le mot baroque, terme polysémique qui a une signification trop floue et ambigüe.

### Opulence
L'architecture baroque est caractérisée par l'opulence ; avec les progrès techniques et les avancées en statique, les nefs s'élargissent, et adoptent même des formes rondes. Les architectes n'hésitent pas à avoir recours à une ornementation « à outrance », en particulier en Espagne avec le style churrigueresque, et multiplient l’usage des faux marbres et du stuc, en particulier avec un usage généralisé des marbres polychromes ; les sculptures d’anges et de putti joufflus et moqueurs, souvent dorés, sont omniprésentes de même que les volutes, spirales, rocaille, cartouches, etc. ; les fresques couvrant l'intégralité du plafond apportent une touche de couleur, très souvent elles « ouvrent » l'espace en y plaçant un ciel, donnant l'impression d'une architecture à ciel ouvert, et ne reculent pas devant le recours au trompe-l'œil, en particulier en intégrant peinture et architecture.
Même les colonnes se mettent à virevolter sur elles-mêmes et présentent cet aspect typique qu'on appelle « Colonne de Salomon », elles sont mises à la mode par Le Bernin qui, dans son baldaquin surmontant le maître-autel de la basilique Saint-Pierre de Rome, crée un modèle immédiatement repris et copié.
L'usage du clair-obscur et des jeux de lumière : avec les progrès techniques, les baies s'élargissent et inondent les espaces de la lumière du jour et, typiquement, le maître-autel des églises s'élève en contre-jour.
Les toits en bulbe d'oignon, spécialement en Bavière, Autriche, Hongrie et dans les pays slaves s'élèvent souvent pour surmonter tours et clochers baroques.

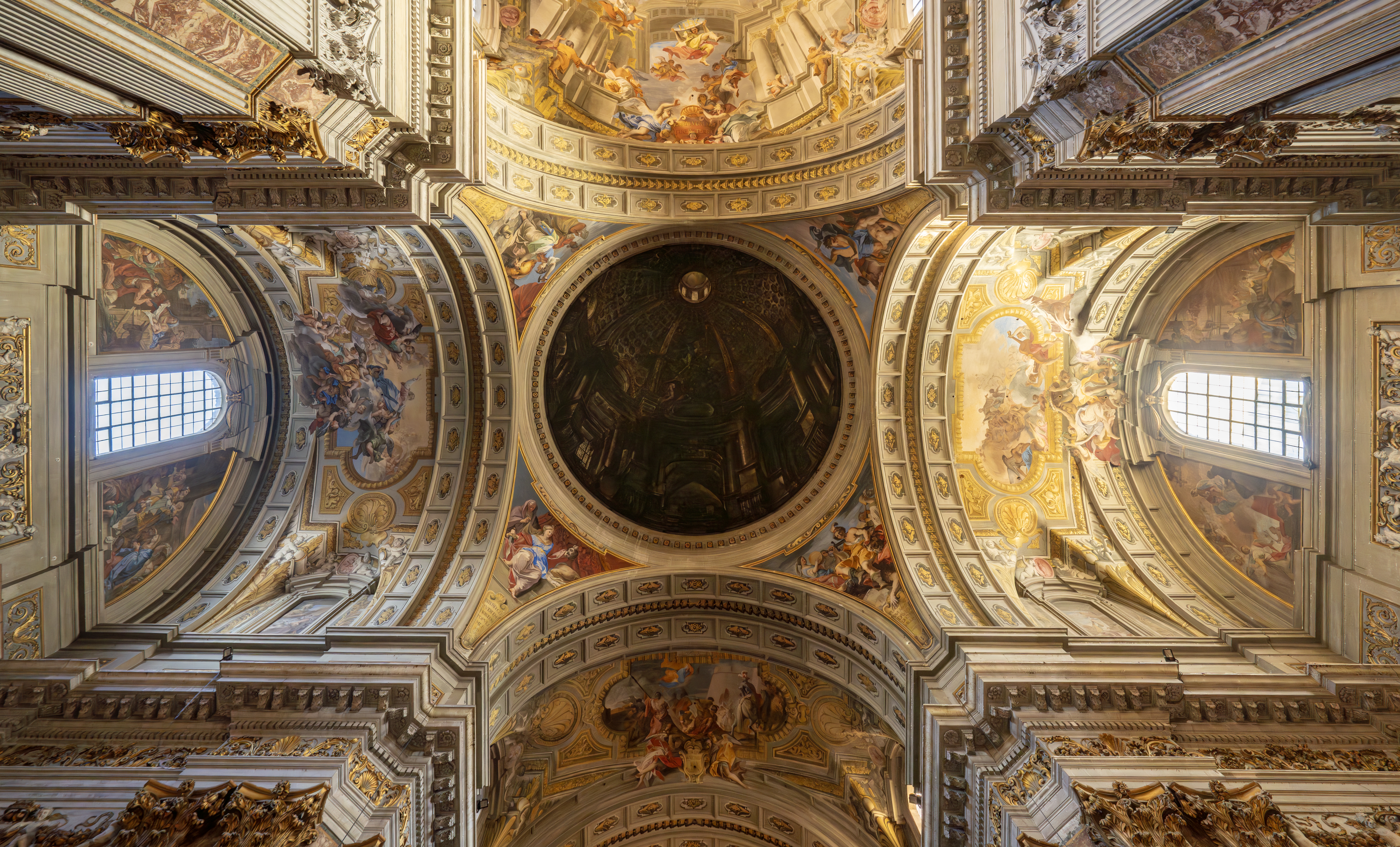
La fresque du dôme de Saint-Ignace, vue depuis la nef elle donne l'impression qu'un vrai dôme s'élève sur la croisée du transept.
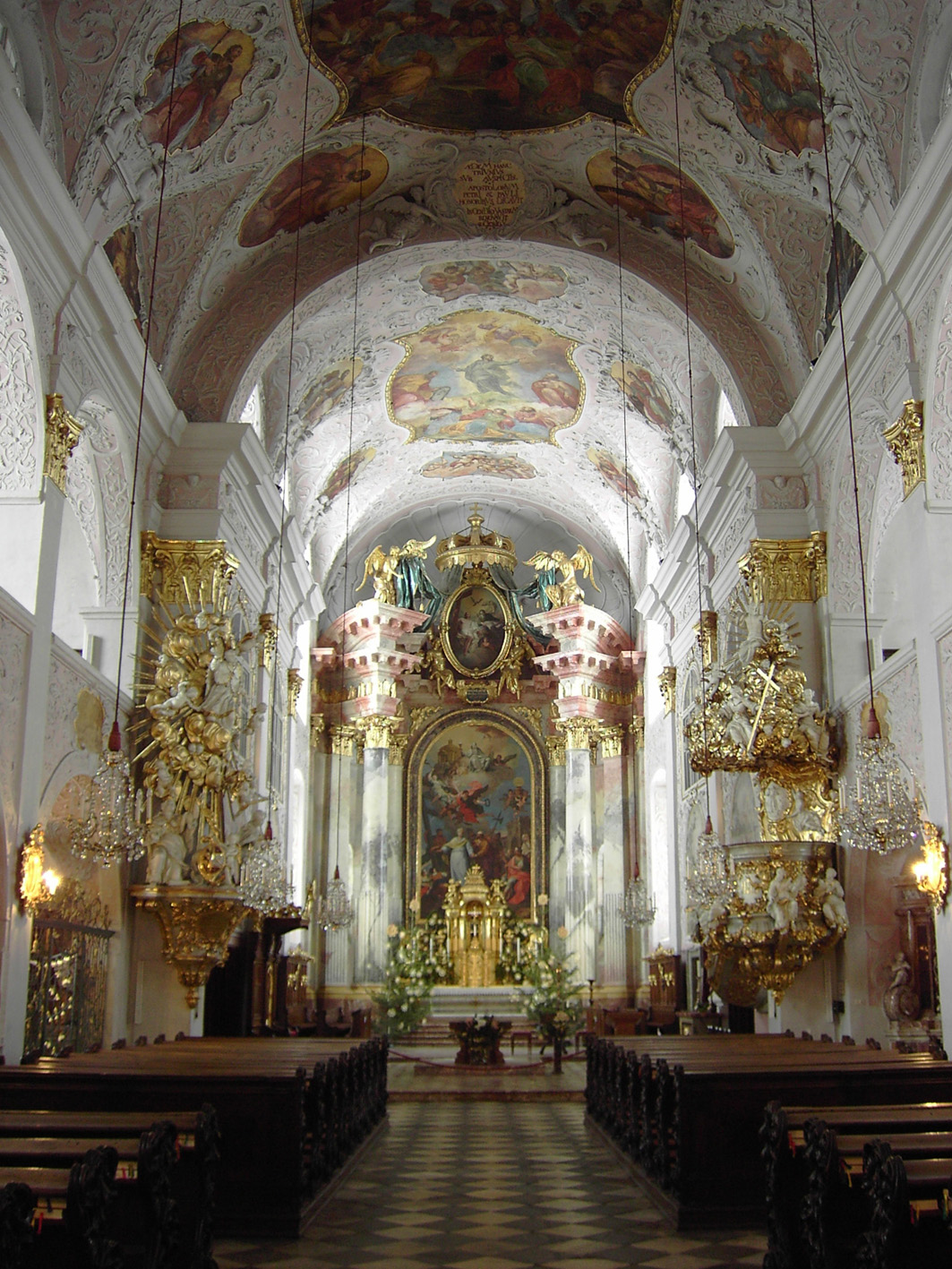
Éclairage latéral du maître-autel de la cathédrale de Klagenfurt.

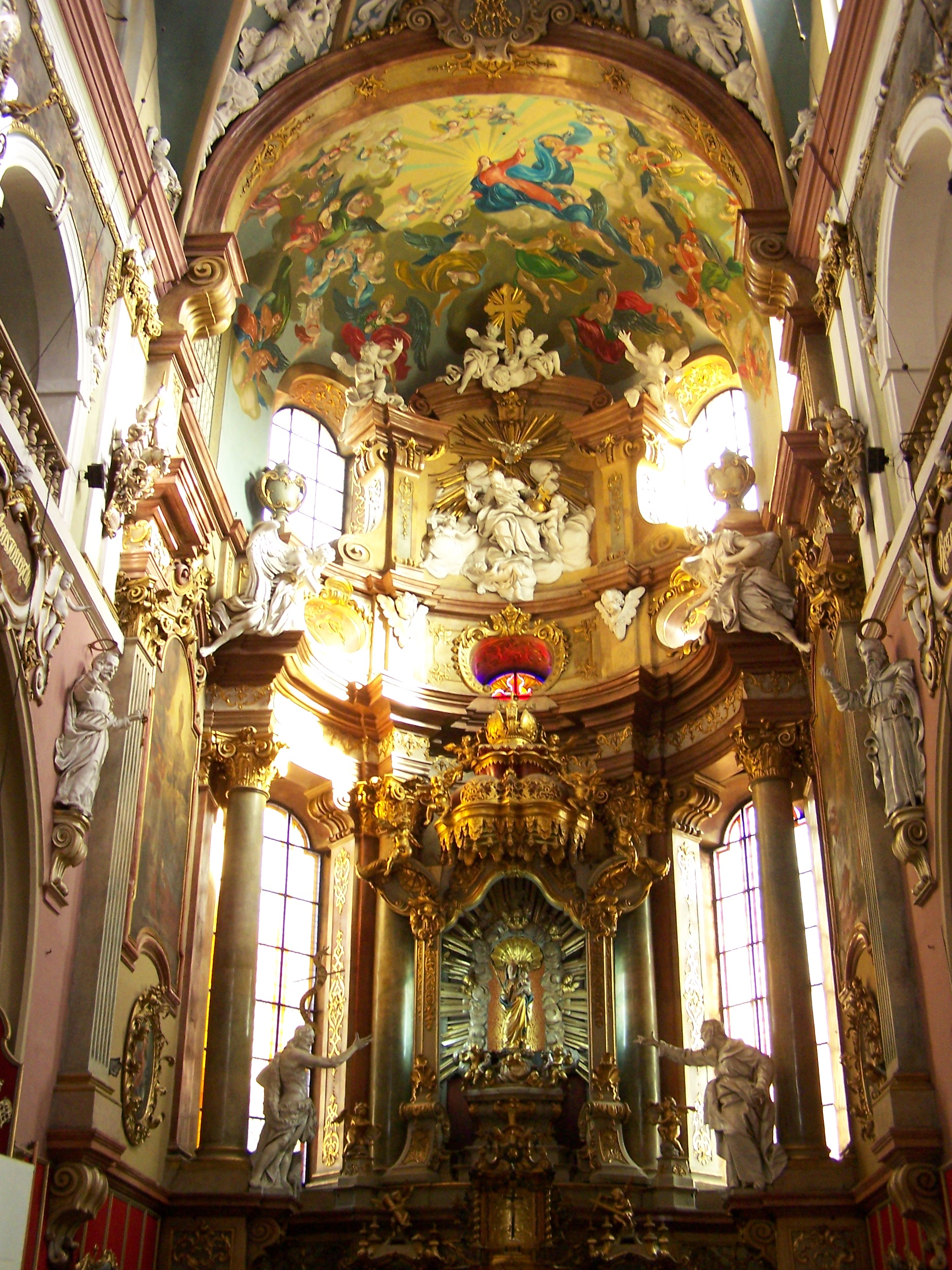
Contre-jour et couleurs, église de l'Ascension de la Vierge, Kłodzko
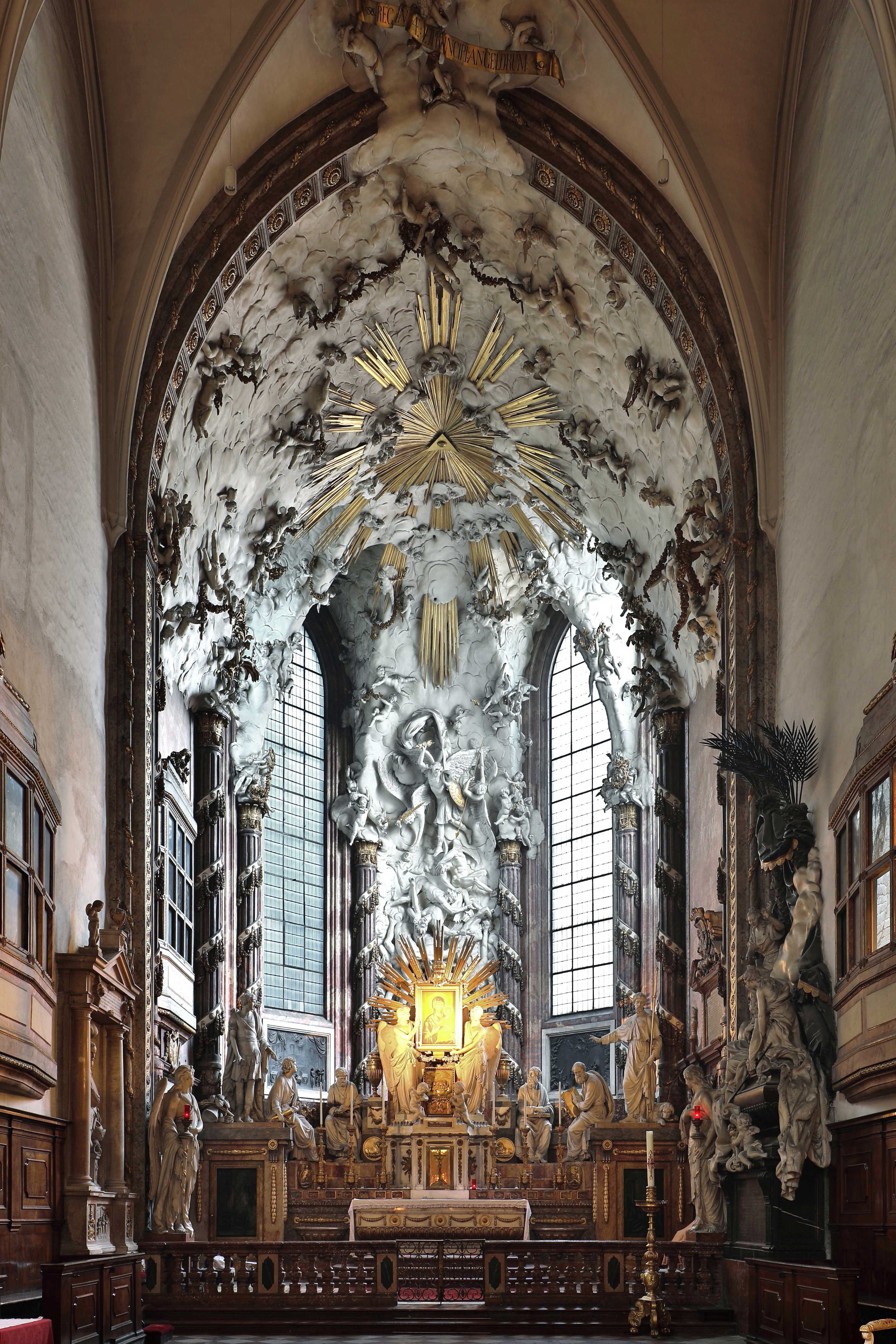
Clair-obscur autour du maître-autel de Michaelerkirche, Vienne
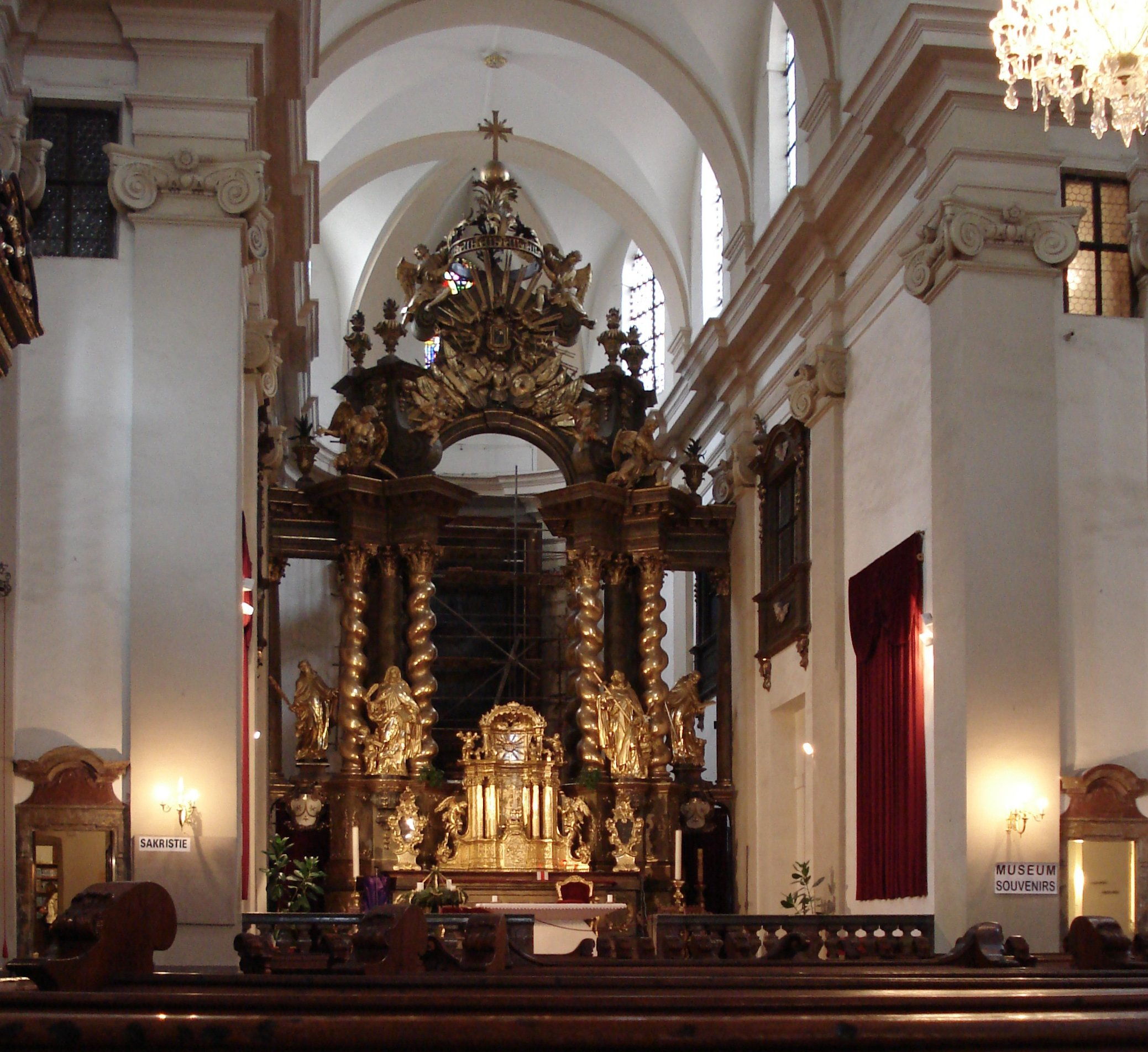
Jeu de contrastes, Notre-Dame-de-la-Victoire, Prague
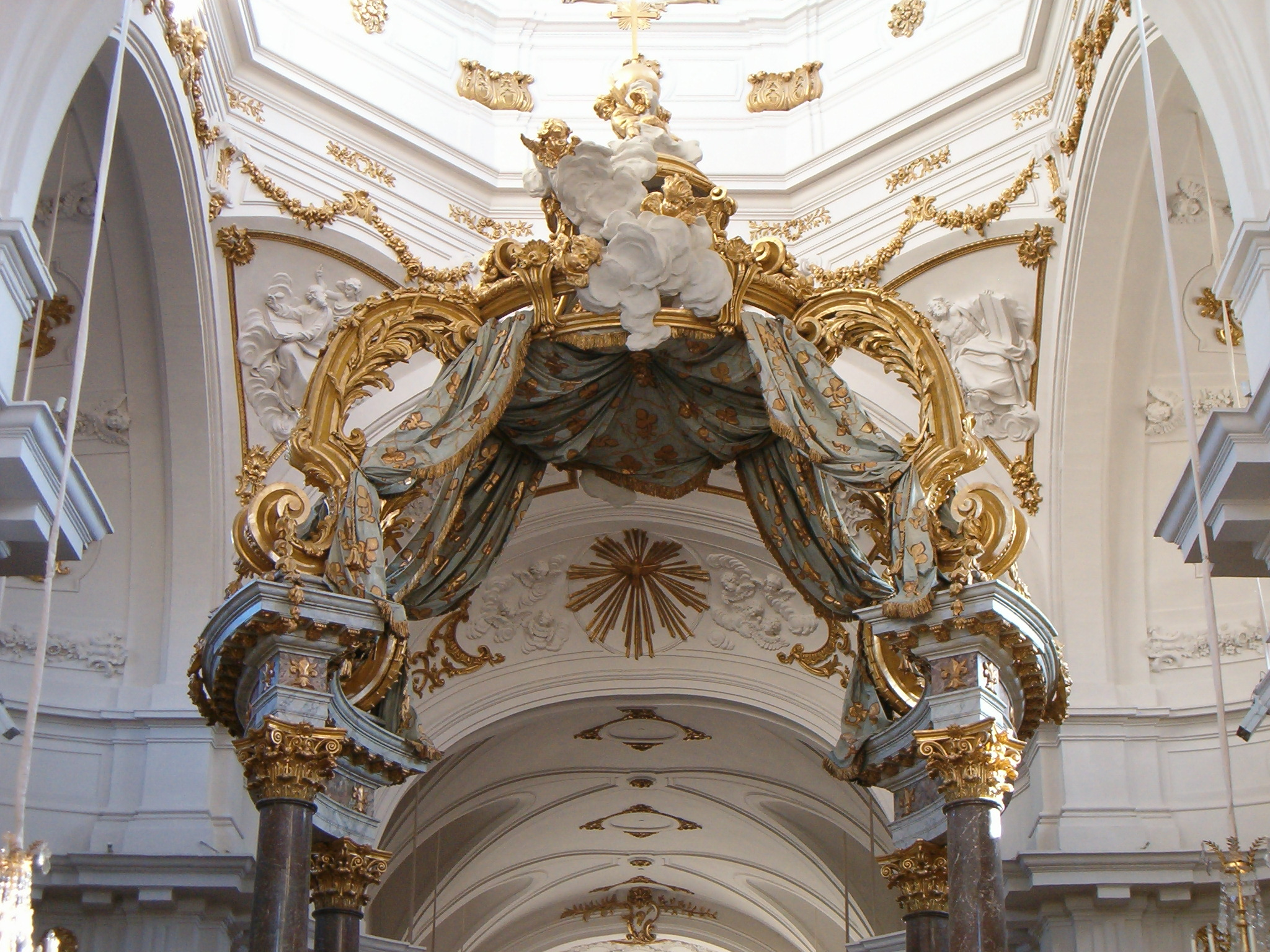
Le baldaquin de Servandoni de l'église Saint-Bruno des Chartreux, Lyon

### Théâtralité
Le plan des premières églises baroques reste « sage » et conserve le schéma basilical classique. Ce qui rend ces églises « baroques » est le fait que leur façade soit traitée comme un proskénion de théâtre antique avec colonnes, niches peuplées de statues, etc.
Jamais avant et rarement après n'a-t-on autant osé mettre en scène un autel d'église comme une scène de théâtre, entourée de colonnes, peuplée d'anges et de saints qui sont comme en représentation, une scène biblique en toile de fond, le saint-votif de l'église sculpté sur l'avant-scène, le tout surmonté de dais d'où pendent des rideaux qui rappellent furieusement ceux du théâtre. Le Bernin va jusqu’à placer des spectateurs autour de sa célèbre chapelle Cornaro à Notre-Dame-de-la-Victoire…

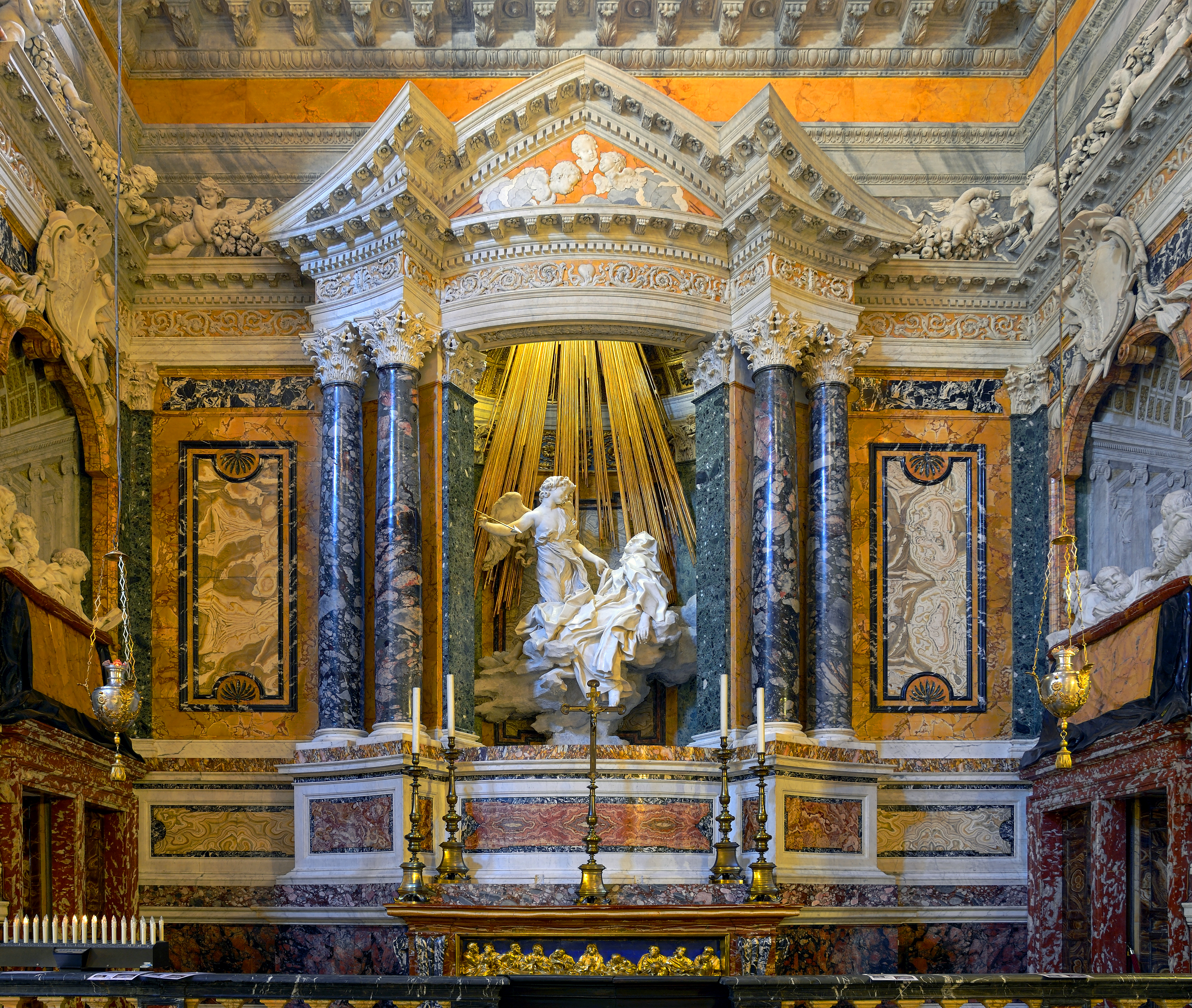
Chapelle de l'Extase de sainte Thérèse par Le Bernin. Des « spectateurs » sur les côtés, sont confortablement installés dans leurs « loges »
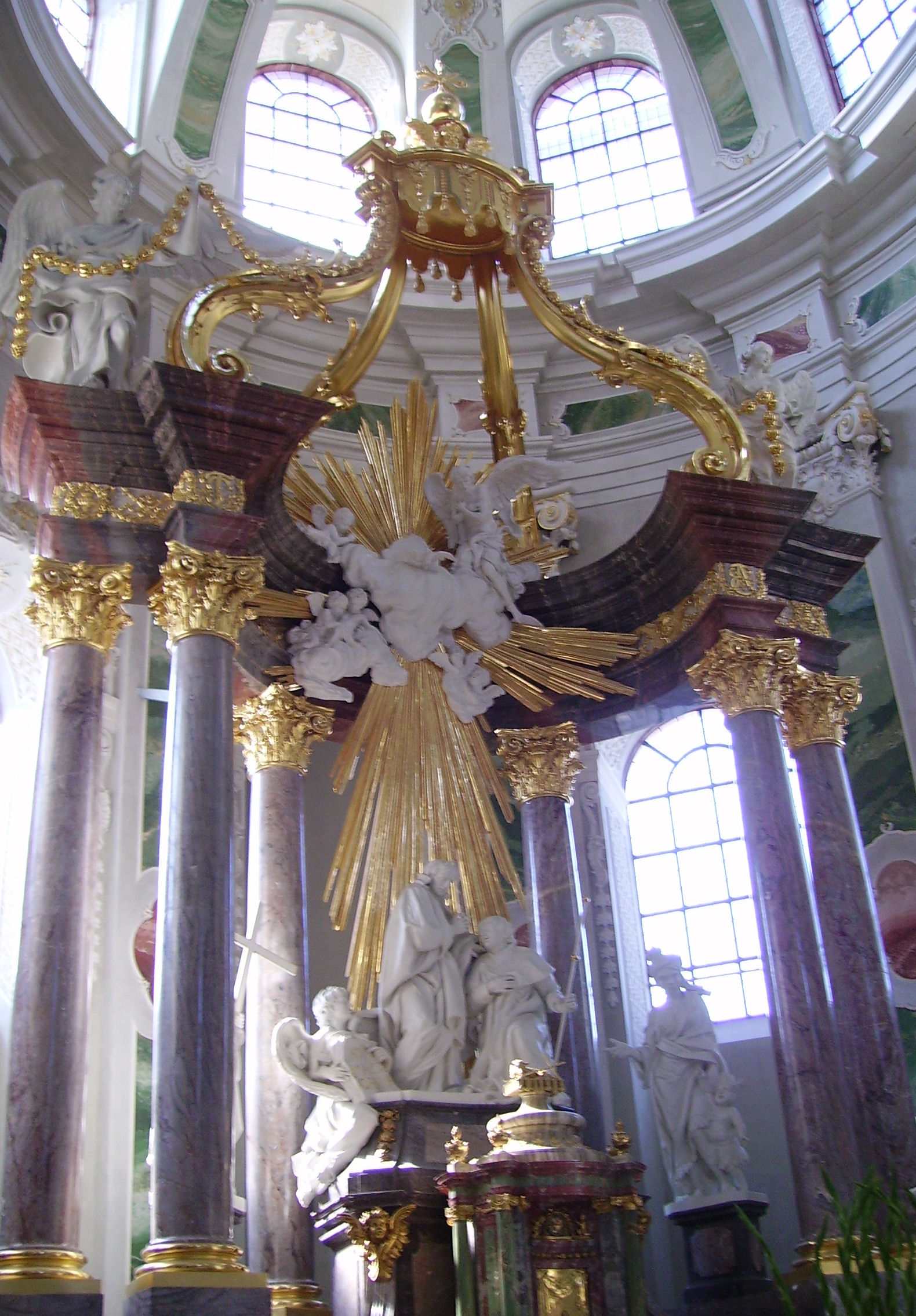
Maître-autel de l'église des Jésuites de Mannheim
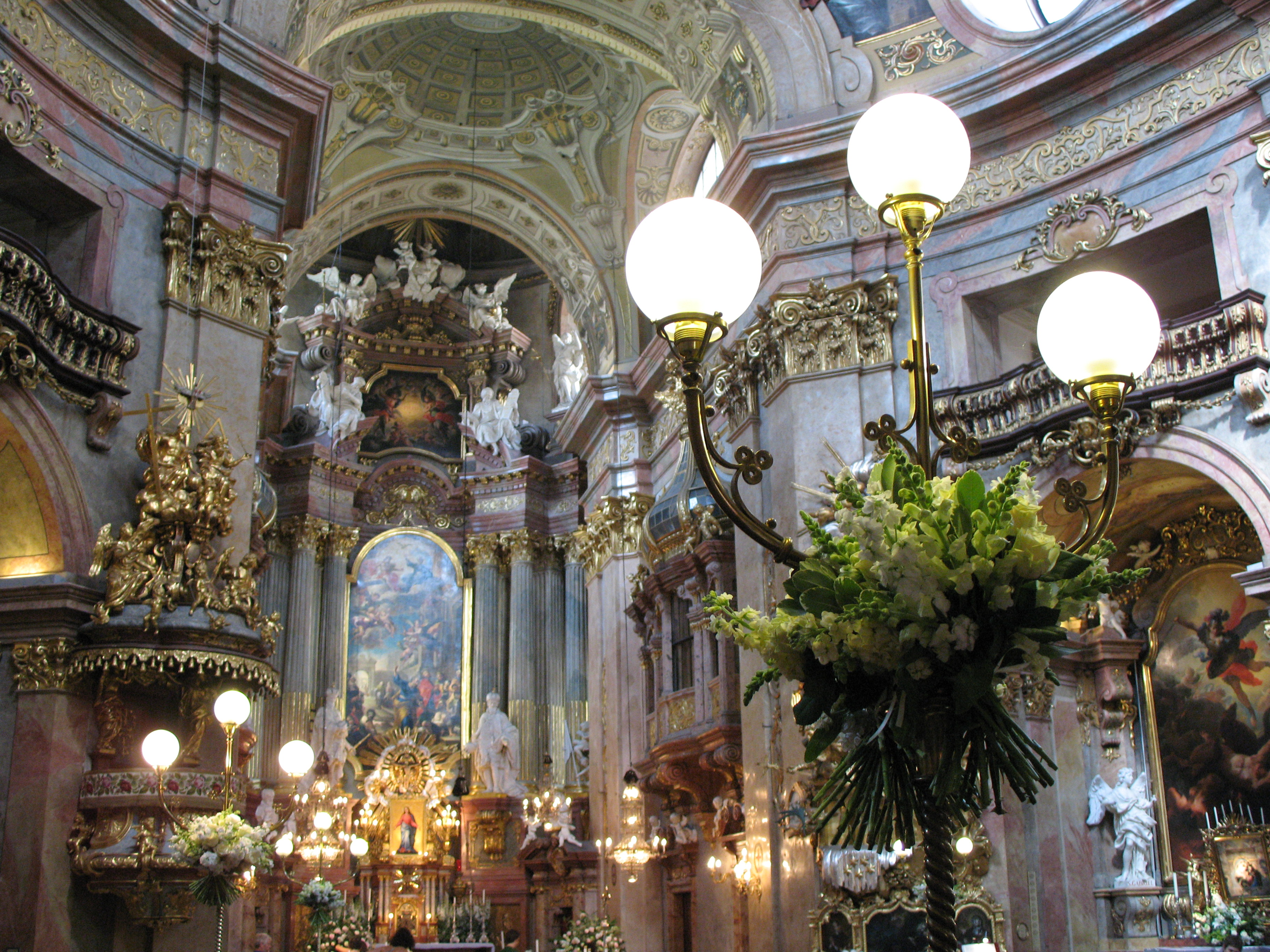
Intérieur empreint de théâtralité de l'église Saint-Pierre de Vienne (Autriche)

### Créativité
Si le classicisme est le respect des formes antiques romaine ou grecque, le baroque s'en distingue par l'innovation. Jean-Baptiste Ache écrit à son propos :
« L'esprit baroque réside dans la liberté de modifier les formes classiques à l'origine de manière à les rendre perméables à toutes les nuances d'expression émotive (rupture de soubassement, doublement des colonnes, incurvation des frontons, effets de trompe-l'œil). »
Les architectes n'ont jamais été aussi libres de tenter des formes nouvelles, aussi audacieuses par rapport à l'héritage du passé. Une église en forme de trèfle pour évoquer la Trinité ? C'est possible à la Kappell de Waldsassen. Un château au plan tout aussi triangulaire ? Visitez Karlova Koruna ou le Pavillon chinois de Sanssouci. Le plan cruciforme vous semble « déjà-vu » ? Santini-Aichl vous offre une église en étoile à cinq branches à Zelená hora. L'église Saint-Pierre de Vienne présente un plan de forme ovale.

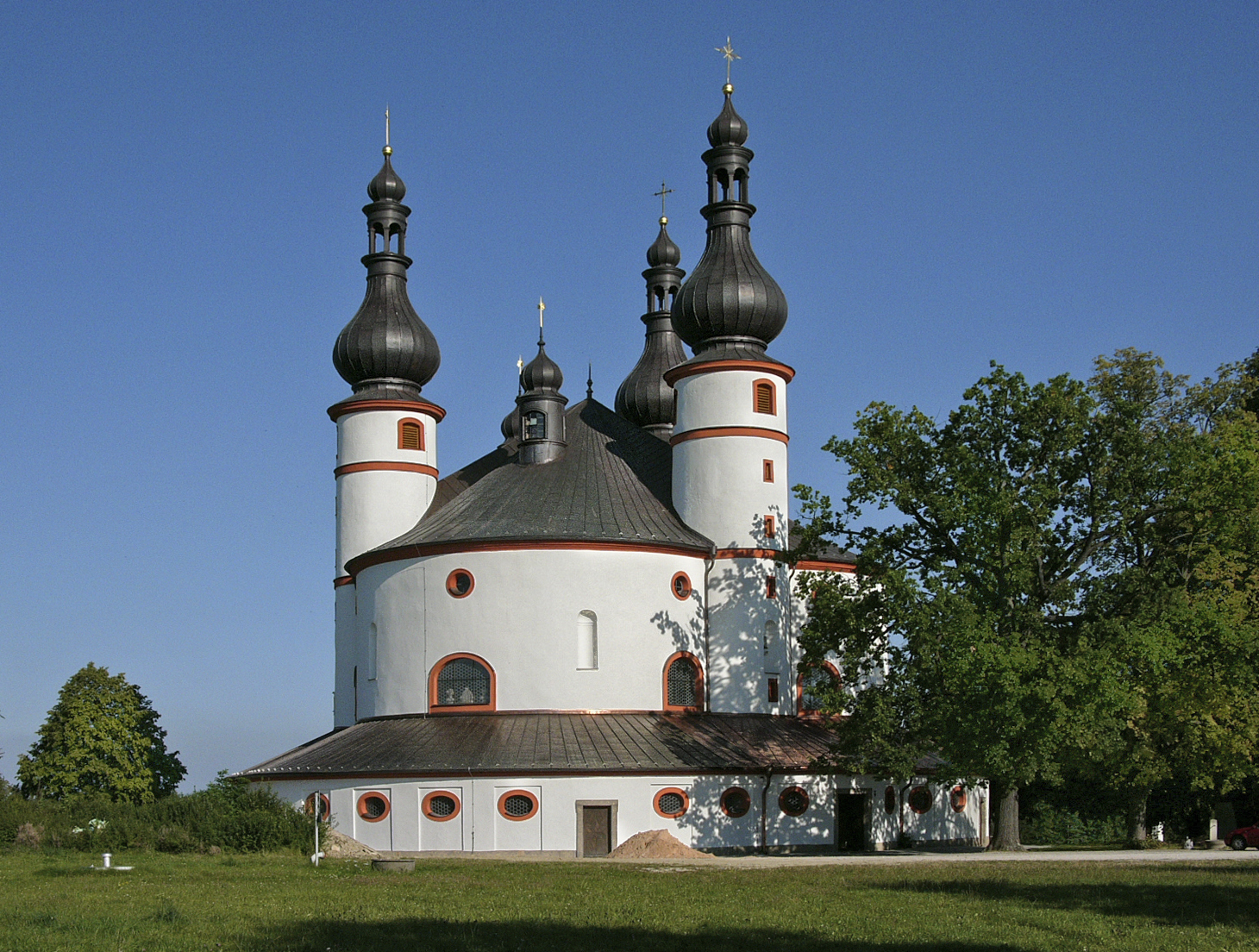
Extérieur de la Kappel, Église triangulaire, Waldsassen, Allemagne
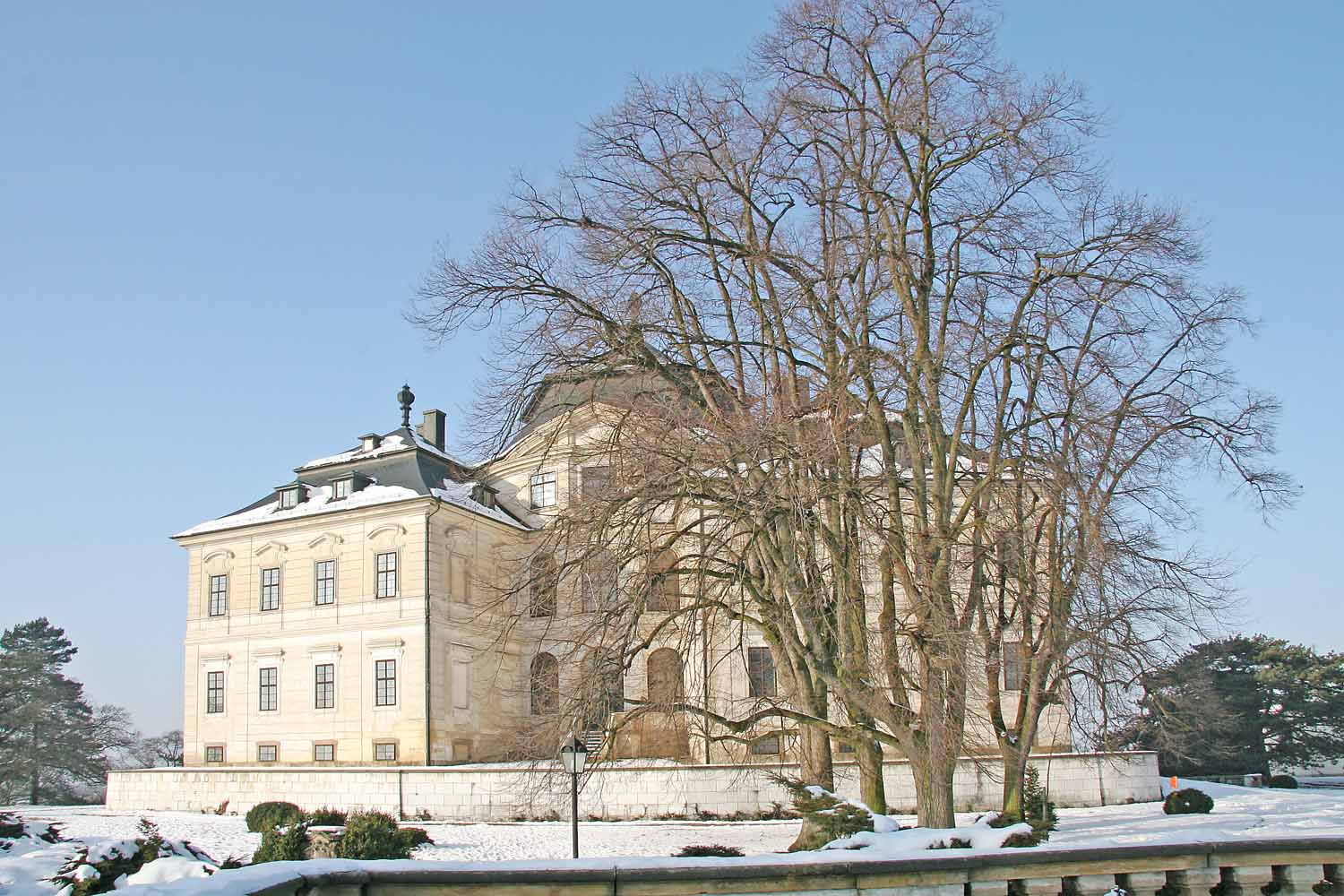
Karlova Koruna, château triangulaire, Tchéquie
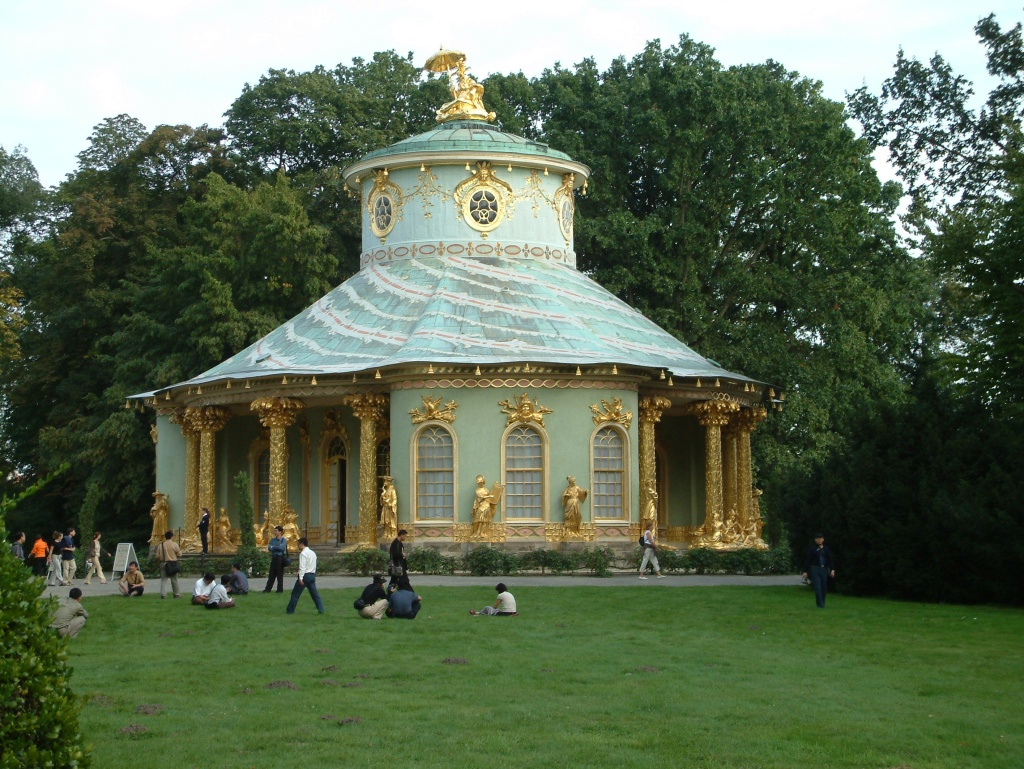
Pavillon chinois du Palais de Sanssouci, Allemagne
Plan ovale de l'église Saint-Pierre de Vienne (Autriche)

### Urbanisme

Versailles, modèle de la ville baroque.

C'est dans la conception de la ville que l'art baroque innove réellement. La Renaissance italienne avait commencé à repenser l’urbanisme, mais le faisait dans les marges de la ville médiévale « fermée ». Le baroque, lui, « ouvre ». Il ouvre la ville pensée comme espace systématisé, il perce des perspectives infinies, il conçoit la capitale comme le centre de forces qui rayonnent bien au-delà de ses limites. Il n'est pas interdit de penser que la révolution copernicienne puis newtonienne qui s'imposent alors, influent sur les esprits des commanditaires comme des architectes et urbanistes.
Comme pour tout ce qui est baroque, tout a commencé à Rome, avec le percement de grandes voies dégagées pointant vers des églises pour les mettre en valeur, les escaliers de la Piazza di Spagna, la place et la fontaine de Trevi. Mais le véritable modèle copié dans toute l'Europe est Versailles, en tant que forme de ville idéale au XVIIe siècle : le palais est au centre de deux vastes espaces définis par des perspectives divergentes qui se prolongent à perte de vue. La forme géométrique simple est centrée vers la figure du souverain absolutiste qui forme le noyau, le centre de gravité du système.
Le modèle versaillais est copié à la Résidence de Wurtzbourg et surtout à Karlsruhe (1715) dont le margrave Charles-Guillaume de Bade-Durlach en dessina peut-être le plan en éventail aux détails urbanistiques très étudiés.
Le projet urbanistique le plus ambitieux de tout le siècle et le plus complet est cependant la fondation de Saint-Pétersbourg par le Tsar Pierre le Grand en mai 1703. Trois avenues rectilignes (dont la perspective Nevski) rayonnent depuis l'Amirauté. L'architecte français Le Blond est chargé de parfaire l'ouvrage.
Quand ils ne bâtissent pas ex nihilo une capitale, les souverains absolutistes les embellissent. La Plaza Mayor devient un lieu commun en Espagne. Louis XIV à Paris dresse l'esplanade des Invalides, le Champ-de-Mars, l’Axe historique que Le Nôtre, le paysagiste du château de Versailles, fait tracer en 1640 dans la continuité du Louvre et des Tuileries et, conçue par Jules Hardouin-Mansart en 1699, la place Vendôme. Louis XV poursuit cet effort avec la place de la Concorde

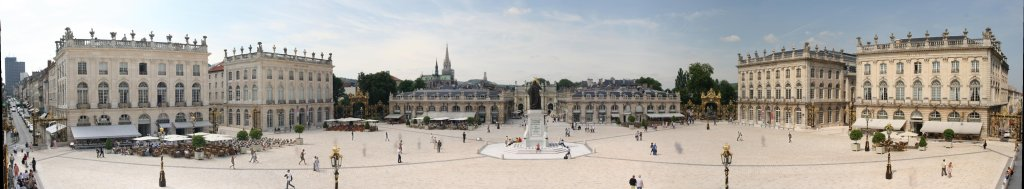
La place Stanislas de Nancy.

Plus modeste, mais non moins représentative, la place Stanislas de Nancy témoigne de l’allégeance envers le roi de France dont une statue est initialement érigée en son centre, en face d’un arc triomphal à sa gloire. La place réunifiant les deux villes développe un nouvel axe structurant de la ville dont chaque extrémité est ornée d’un arc en l’honneur du duc-roi et de son épouse. Il s’agit d’une vaste composition où s’élèvent un palais du gouverneur, un théâtre, une académie des sciences et le nouvel hôtel de ville ; des fontaines aux sujets mythologiques et un travail de ferronnerie raffiné laisse ouverts les angles sur la ville et le paysage.
En Italie, Turin est un compromis idéal entre la ville baroque française (monarchique, le gallicanisme absolutiste ne reconnaissant, in fine que l'autorité du roi) et la ville baroque romaine (religieuses, les artères percées vont d'une basilique à l'autre). Le plan est rationnel et laïc, les seuls édifices qui dominent la ville horizontale sont en revanche les clochers et les dômes des églises. Le palais Carignan (1679-1685) par Camillo-Guarino Guarini, certes imposant, respecte l'horizontalité imposée aux édifices civils.

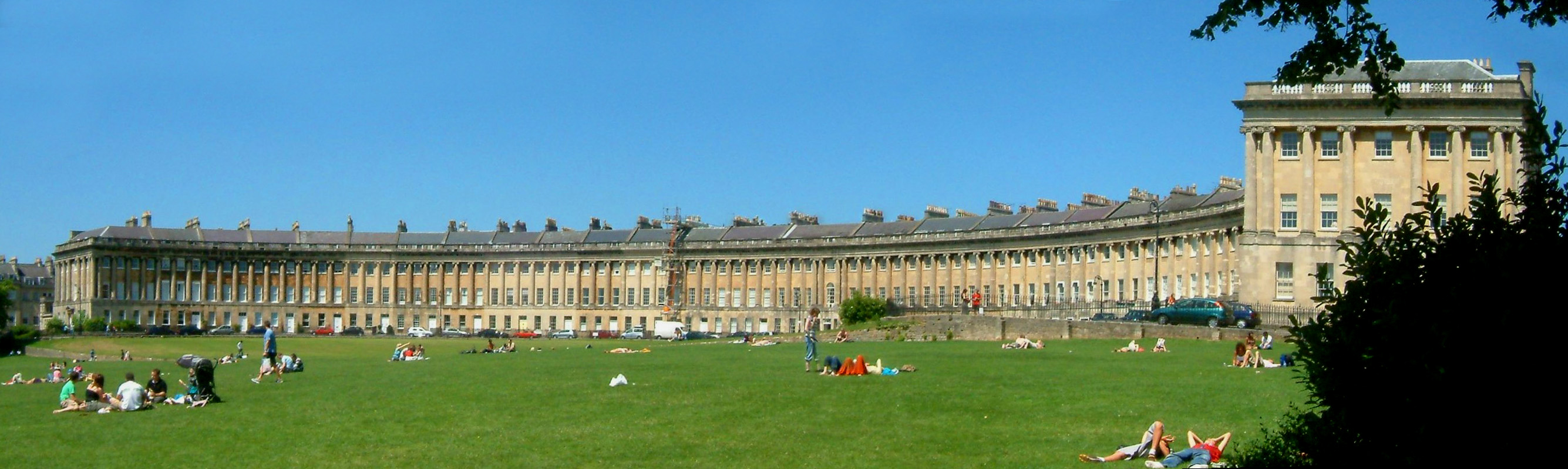
Le Royal Crescent de Bath.

Toutes les villes d'Europe devraient être citées à un titre ou un autre, tant le siècle connaît d'innovations urbanistiques et de projets citadins, en particulier en Allemagne qui se relève alors des ravages et destructions de la guerre de Trente Ans, mais citons Bath, en Angleterre qui expérimente un concept nouveau qui fera florès, celui de la « ville-jardin » avec une liberté conceptuelle rarement vue jusqu'alors dans la création urbaine : le Royal Crescent est en demi-cercle sur le modèle du théâtre antique, le King's Circus est une place ronde sur celui du Colisée.
La ville baroque est un théâtre et son souverain un metteur en scène implacable qui plie la nature à ses jardins tracés au cordeau, la ville à sa poigne de fer et qui peut dire, comme Auguste dans Cinna : "Je suis maître de moi comme de l'univers. Je le suis. Je veux l'être".

## Variantes régionales

### En Italie

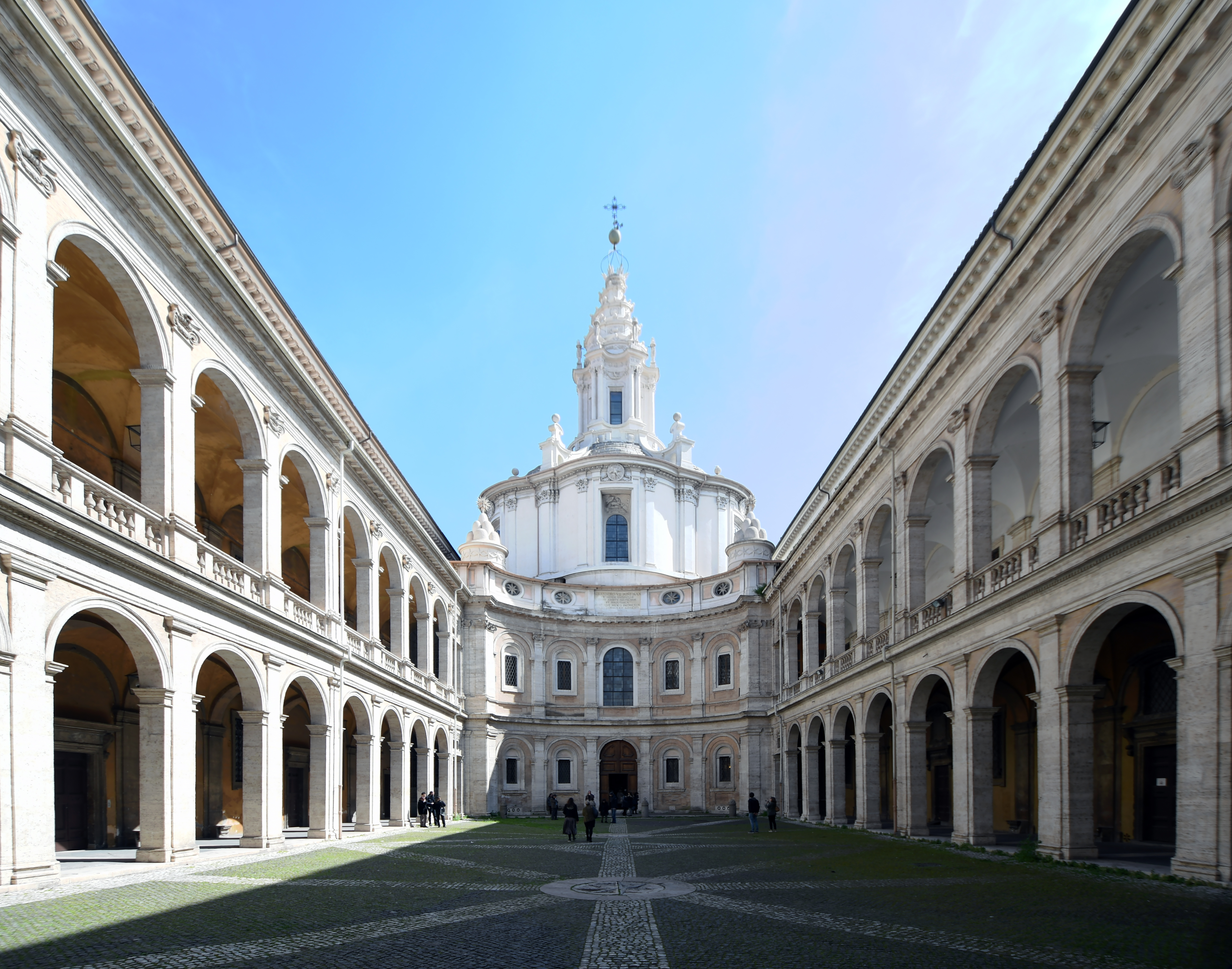
Église Sant'Ivo alla Sapienza par Francesco Borromini. Notez la façade concave et le clocher en spirale.

Le style baroque se développe à partir de la deuxième moitié du XVIe siècle, d’abord à Rome, puis dans le reste de l’Italie. Il respecte tout d'abord le paradigme romain de la basilique en croix dont le chœur est surmonté d'un dôme. Outre l’Église du Gesù sus-citée, on considère que le pionnier de l'architecture baroque religieuse est Carlo Maderno avec son église Santa Susanna alle Terme di Diocleziano, construite entre 1585 et 1603. Le rythme dynamique des colonnes et pilastres, la façade centralisée et complexe, liant rigueur et jeu sur les codes classiques de la Renaissance, les statues placées dans des niches et rappelant furieusement la structure de la scène d'un théâtre romain antique en font l'un des premiers exemples du baroque. Ce premier essai est poursuivi par Pierre de Cortone dans son église Sainte-Marie-de-la-Paix de Rome (1656) avec des ailes concaves qui rappellent une scène de théâtre et dont la partie centrale s'avance comme pour occuper la petite place qui lui fait face.
La mode architecturale est lancée - elle lie théâtralité et domination sur l'espace urbain environnant. Elle sera la norme pour les cent cinquante ans à venir.
L’exemple le plus abouti est sans conteste l'approche trapézoïdale vers la basilique Saint-Pierre qu'offre la place Saint-Pierre dessinée par Le Bernin et qui est reconnue comme un chef-d’œuvre de la théâtralité baroque sur une échelle colossale sans précédent. Deux ailes de colonnades donnent sa forme au parvis monumental, elles s'écartent depuis la basilique comme deux bras protecteurs qui accueilleraient la foule. Le plan elliptique est typique de l'architecture baroque. De son propre aveu, l’œuvre favorite du Bernin est l’église Saint-André du Quirinal (1658) qui utilise le plan ovale. Avec son maître-autel aérien et sa décoration de marbres polychromes, elle va servir de modèle à toute une série d'églises baroques.

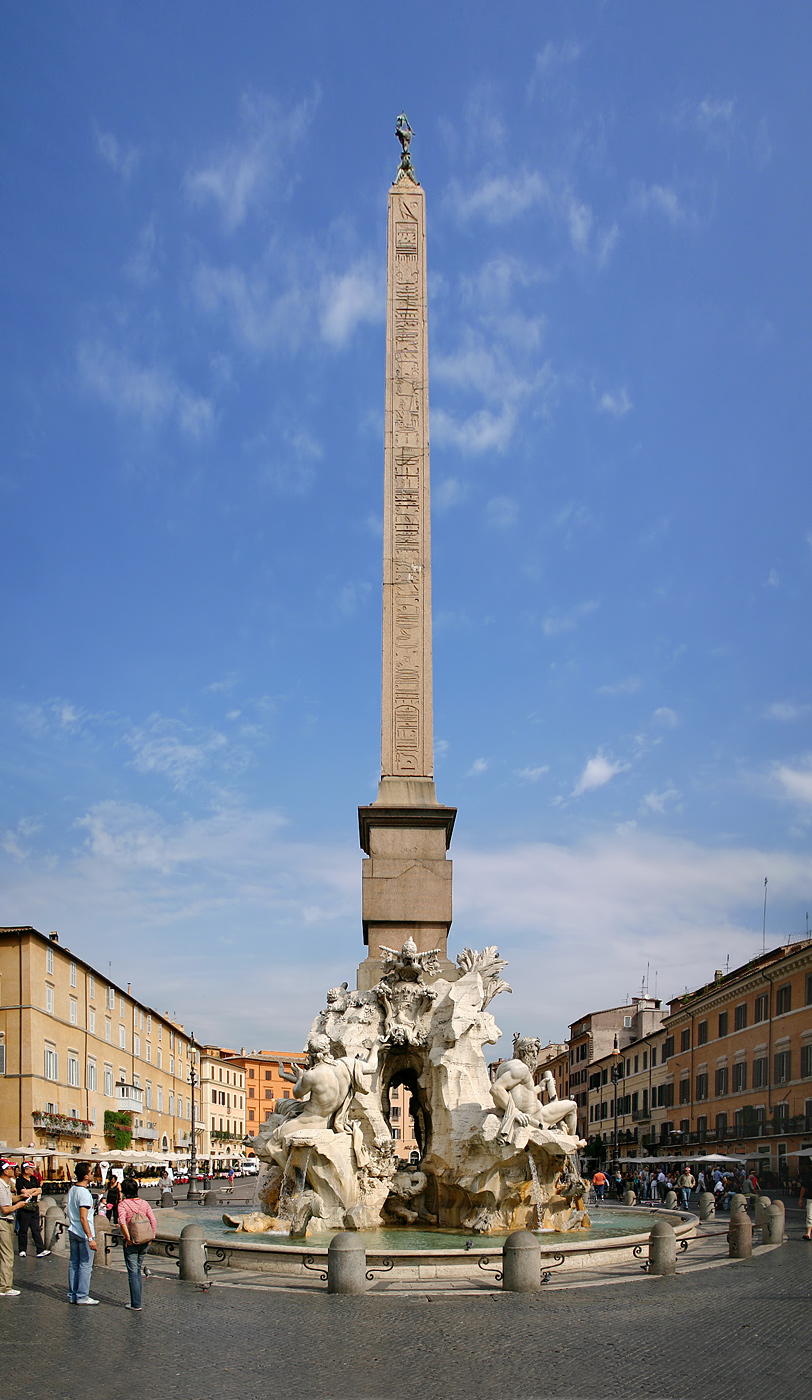
Fontaine des Quatre-Fleuves de Gian Lorenzo Bernini.

Le Bernin a également été actif en architecture civile avec les palais Barberini (1629) et Chigi (1664), à Rome. À mi-chemin entre sculpture et architecture, sa fontaine des Quatre-Fleuves provoque l’admiration pour son génie dans toute l’Europe.

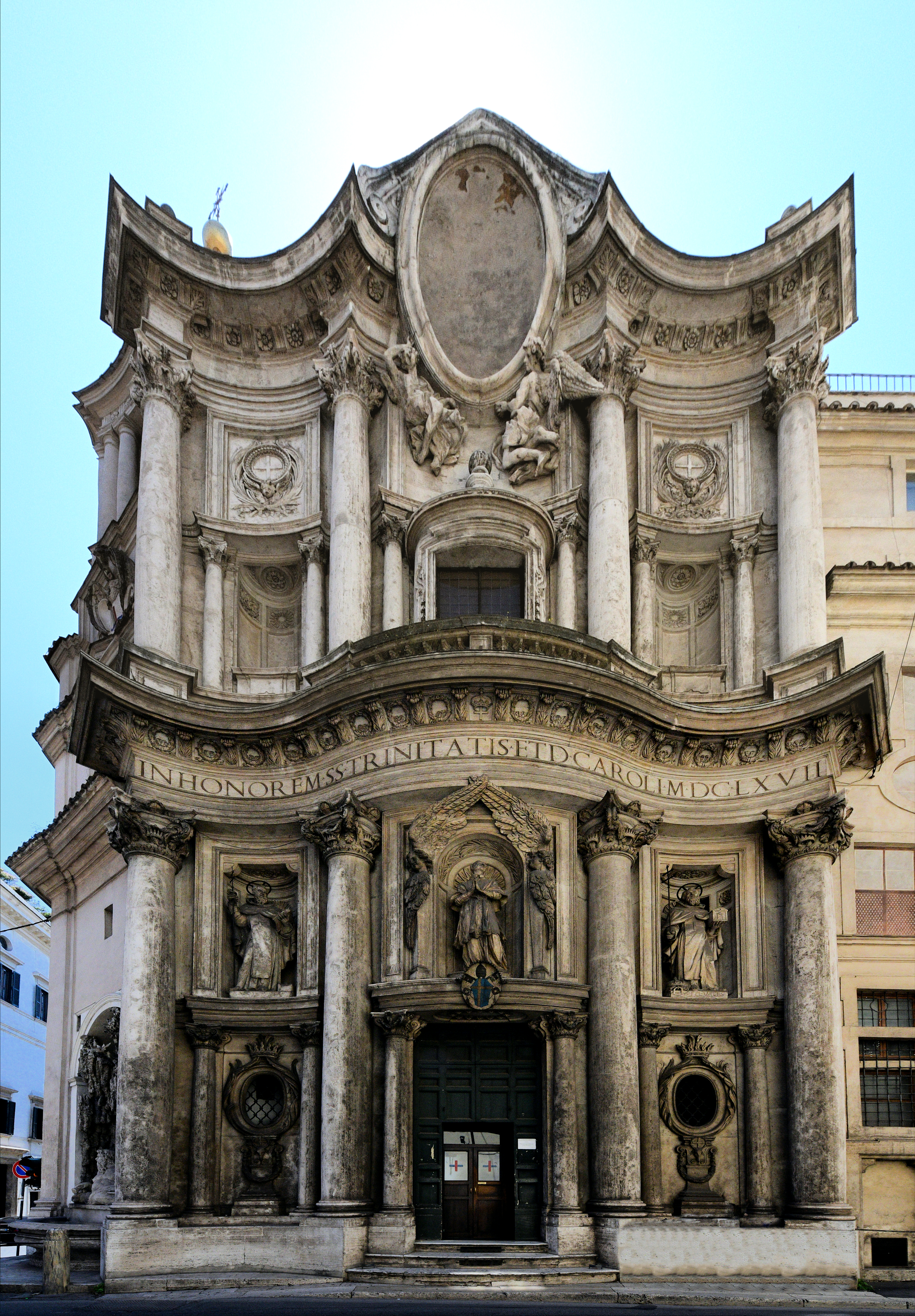
Église Saint-Charles-aux-Quatre-Fontaines par Borromini

Le rival du Bernin dans la capitale de la chrétienté est Francesco Borromini dont les plans s'éloignent encore plus des canons esthétiques de la Renaissance avec des compositions encore plus dramatiques. Applaudi par la génération suivante comme un architecte révolutionnaire, qui écarte l'approche anthropomorphe de la Renaissance pour privilégier une approche modulaire, l'interpénétration géométrique savante des courbes et contre-courbes qui est le mieux illustrée par la façade de son église Saint-Charles-aux-Quatre-Fontaines au plan elliptique aux indentations concaves et convexes et dans le clocher en spirale de l'église Sant'Ivo alla Sapienza qui présente une façade en arc de cercle inversé (voir illustration ci-dessus).
À la suite du décès du Bernin en 1680, Carlo Fontana s'impose comme l'architecte le plus influent à Rome. Certaines de ses réalisations (la façade concave de l’église San Marcello al Corso en particulier) valent d'être mentionnées, mais il n'atteint pas la créativité débridée de ses prédécesseurs. Au XVIIIe siècle la capitale culturelle de l'Europe se déplace de Rome à Paris.
Des variantes plus flamboyantes et moins classiques du baroque apparaissent dans le courant du XVIIe siècle dans le sud de l'Italie, en Sicile notamment sur la fin du siècle (voir l'article consacré au baroque sicilien), mais bien avant dans la ville de Lecce dans les Pouilles où son principal représentant, l'architecte Giuseppe Zimbalo, s'inspire du style plateresque espagnol - le royaume de Naples étant alors sous domination espagnole.

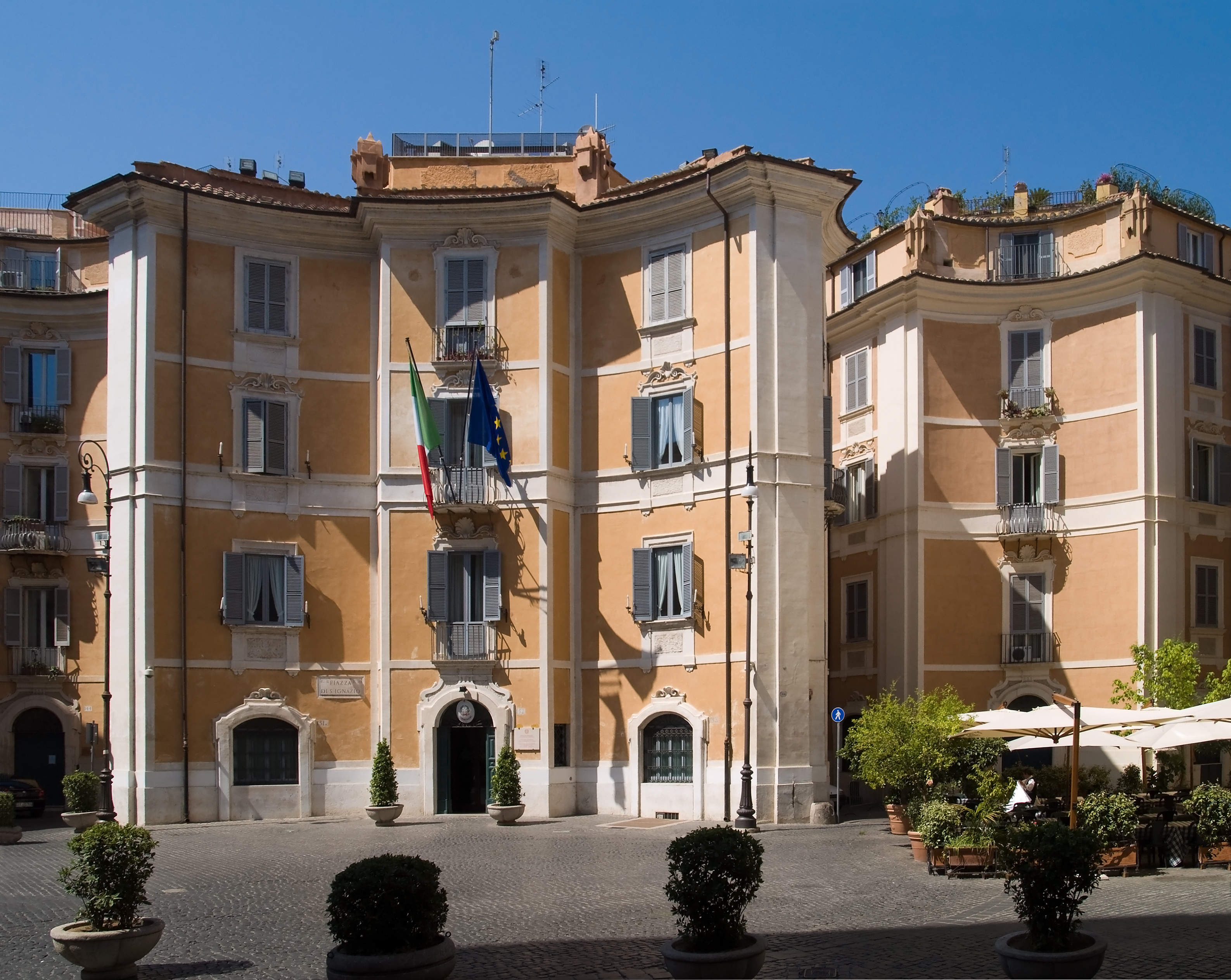
Filippo Raguzzini, Piazza sant'Ignazio, Rome

Le rococo italien qui fleurit au XVIIIe siècle, surtout à partir de 1720 est profondément influencé par les idées de Borromini. Les architectes les plus talentueux, alors actifs à Rome sont Francesco de Sanctis, auteur du degré monumental de la Piazza di Spagna en 1723 et Filippo Raguzzini qui conçoit la place Saint-Ignace-de-Loyola (1727) comme une scène de théâtre — mais ils n'ont qu'une influence limitée hors des frontières italiennes, pas plus que les plus doués représentant du très raffiné baroque sicilien, comme Giovanni Battista Vaccarini, Andrea Palma ou Giuseppe Venanzio Marvuglia. 

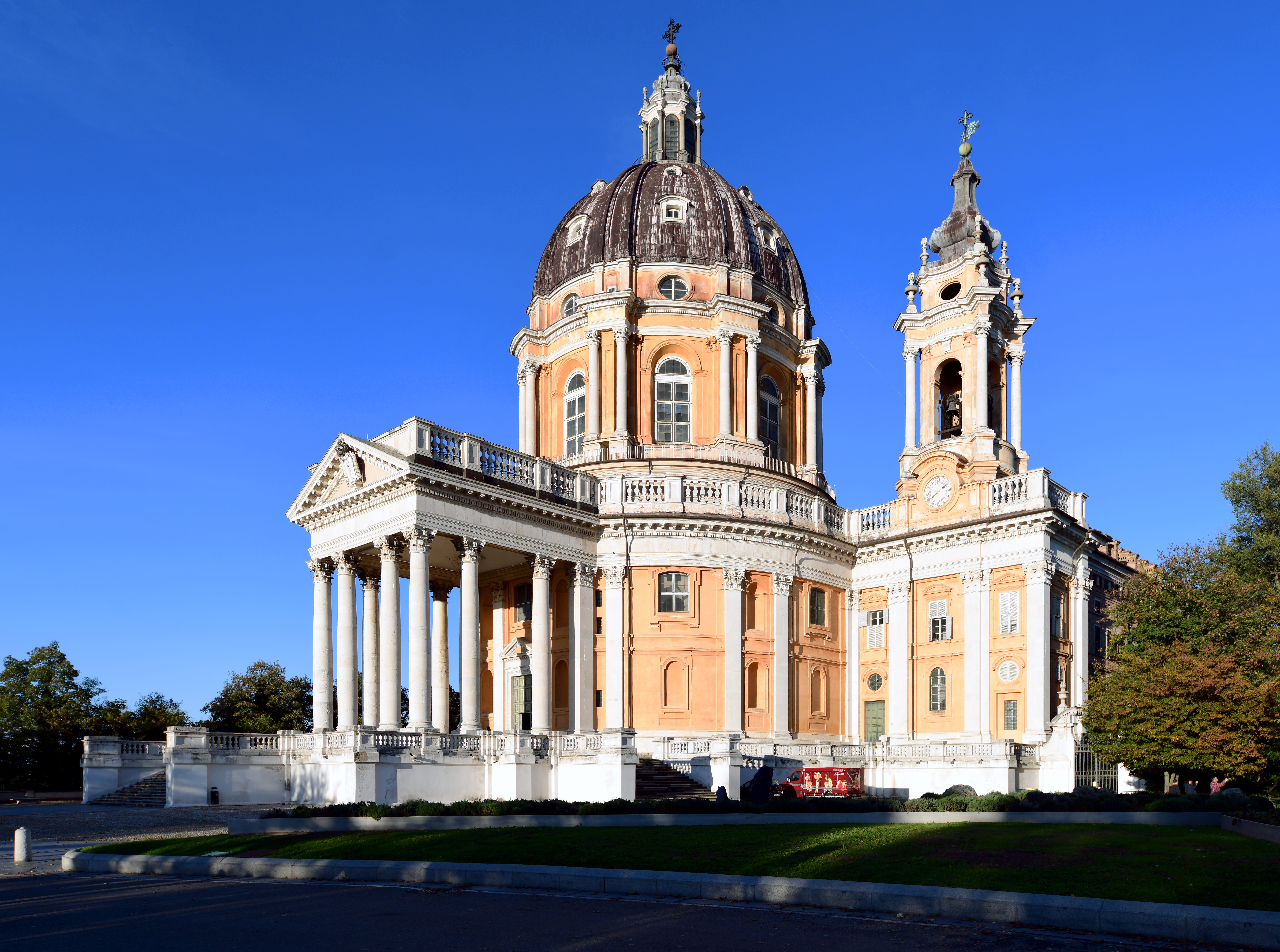
Basilique de Superga près de Turin par Filippo Juvarra.

Le baroque tardif en Italie s'exprime dans toute sa splendeur dans le Palais de Caserte construit par Luigi Vanvitelli, sans doute l'une des plus vastes constructions du XVIIIe siècle qui en a tant vu. Influencé par les modèles français et espagnol (le royaume des Deux-Siciles vient à peine de conquérir son indépendance de la couronne d'Espagne et ses souverains sont néanmoins Espagnols), le palais royal de Caserte s'intègre harmonieusement dans le paysage alentour. Le bâtiment est classicisant dans le détail et annonce le néo-classicisme qui va prendre la place du baroque

#### Expansion
Il y a trois facteurs principaux du baroque, initialement italien, qui vont conduire à son expansion au-delà des Alpes, dans toute d'Europe :
- les architectes italiens sont demandés ou s'exilent, citons Le Bernin appelé à Paris pour la colonnade du Louvre ; Jan Blažej Santini-Aichel qui s'il est né à Prague est le fils d'émigrés italiens, tout comme Nicolò Pacassi, ou les Lurago dans le Saint-Empire ; Augustyn Wincenty Locci, ou Pompeo Ferrari en Pologne ; Bartolomeo Rastrelli en Russie ; Camillo-Guarino Guarini actif dans toute l'Europe, etc.
- les architectes européens font le voyage à Rome. Le prix de Rome, initié en 1663, récompense les meilleurs architectes français d'un séjour de trois ans à l’Académie de France à Rome. Les principaux architectes baroques ont fait le Grand Tour en Italie, citons Johann Bernhard Fischer von Erlach, Lukas von Hildebrandt, etc.
- la gravure qui permet tant aux princes qu'à leurs architectes de faire connaître leurs réalisations.

### En France
Les Français appellent « classique » l’architecture du siècle de Louis XIV et de ses successeurs et rejettent l'appellation, péjorative en français, de « baroque ». Cette opposition entre un classicisme « raisonnable » à la française et un baroque « excessif » à l’italienne trouve sa source dans la volonté, affirmée dès le XVIIe siècle, de supplanter Rome et, dans les faits, c’est le moment où Versailles et la cour du Roi-Soleil prennent la place de l’Italie comme foyer de rayonnement culturel. Le tournant est le refus des plans du Bernin en avril 1665 pour la colonnade du Louvre : l’architecte le plus célèbre, le plus demandé d’Europe est rejeté par la Cour de France.
Cependant, certains historiens de l’art considèrent l’architecture française des règnes de Louis XIV et Louis XV comme baroque : ils estiment que la plupart des constructions « classiques » françaises, qu'elles soient religieuses ou civiles, comportent tous les éléments baroques : goût pour la magnificence, la perspective, la théâtralité, le décor.
L'architecture française voit l'invention du château à trois corps de bâtiments. Le modèle en vigueur jusque-là est celui du palazzo italien : une austère sinon grandiose façade sur la rue, une ou plusieurs cours intérieures bordées de colonnade ou non.

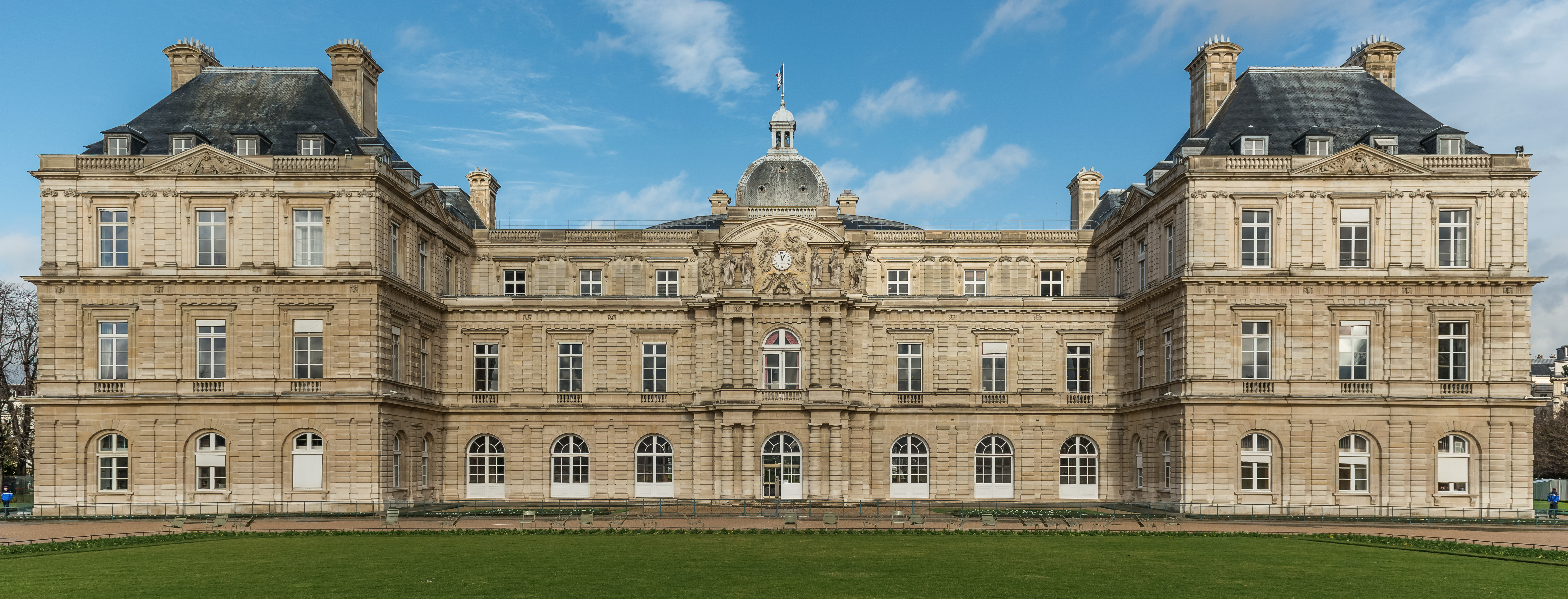
Palais du Luxembourg, 1631.

Avec le palais du Luxembourg (1615-31), la reine mère Marie de Médicis et son architecte, Salomon de Brosse, mettent au point le palais à trois corps de bâtiments qui deviendra le modèle obligé de l'architecture palatine. Pour la première fois, le corps de logis est mis en avant, hiérarchiquement parlant, alors que les ailes latérales sont sciemment plus dénudées.
De Brosse y mélange habillement des éléments à la française (toits mansardés et décorés) et italiens (en particulier le traitement « rustique » du parement de pierre, comme au palais Pitti). Cette synthèse est caractéristique du style Louis XIII.

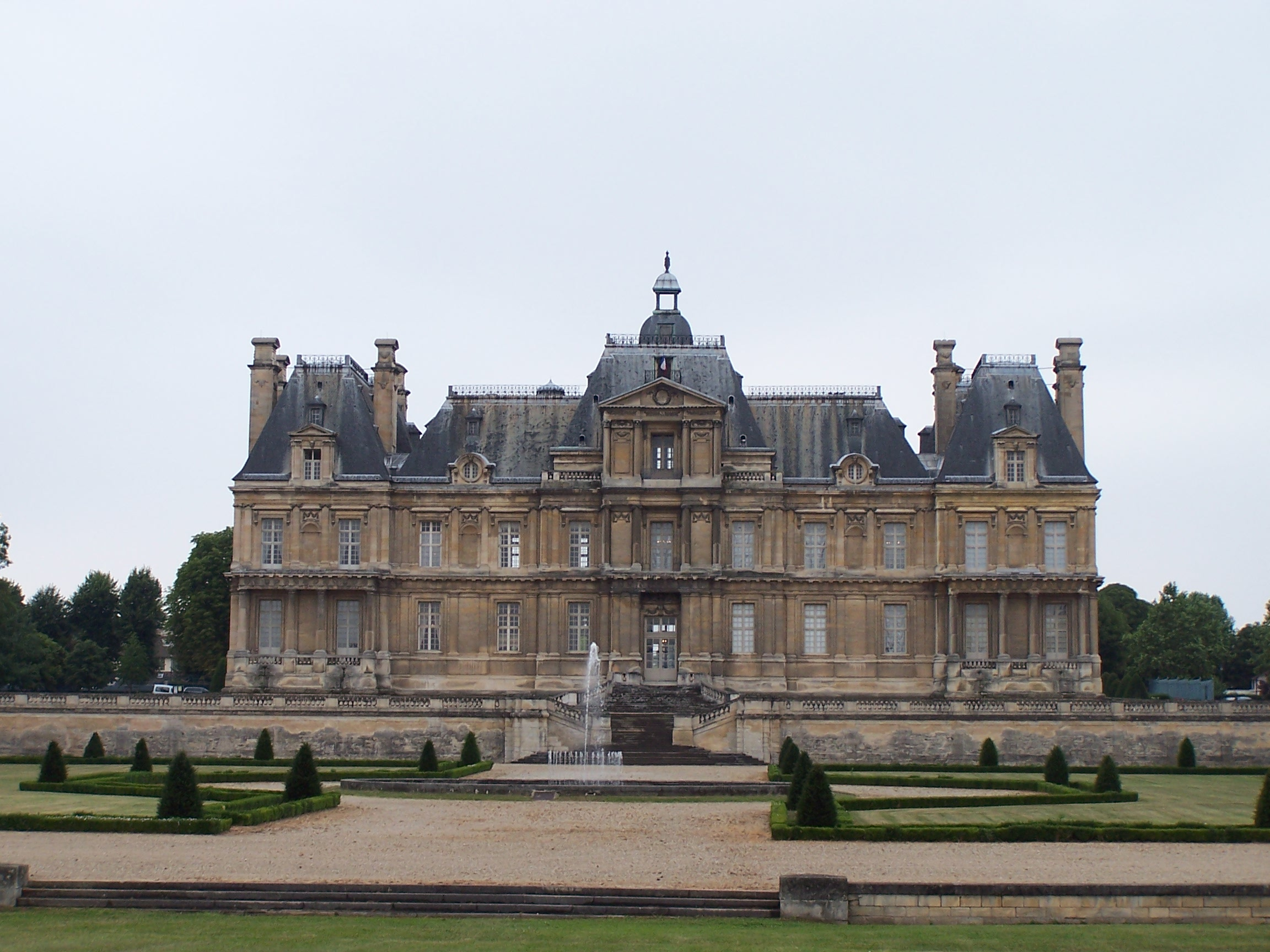
Château de Maisons-Laffitte, 1642.

L'architecte le plus accompli dans ce nouveau style qui émerge est sans aucun doute François Mansart, l'infatigable perfectionniste qui introduit le baroque en France. Ses plans pour le château de Maisons (1642), réussissent à concilier les approches françaises et italiennes tout en démontrant un respect pour la tradition gothique syncrétique en France. Maisons-Laffitte fait la transition entre le château de la Renaissance et celui du XVIIIe siècle. Strictement symétrique, sa façade s'articule sur trois éléments, un corps central et deux pavillons latéraux, elle reprend une invention italienne : un ordre architectural pour chaque étage. Le frontispice avec son ornementation et son toit surhaussé est typiquement baroque[réf. souhaitée].

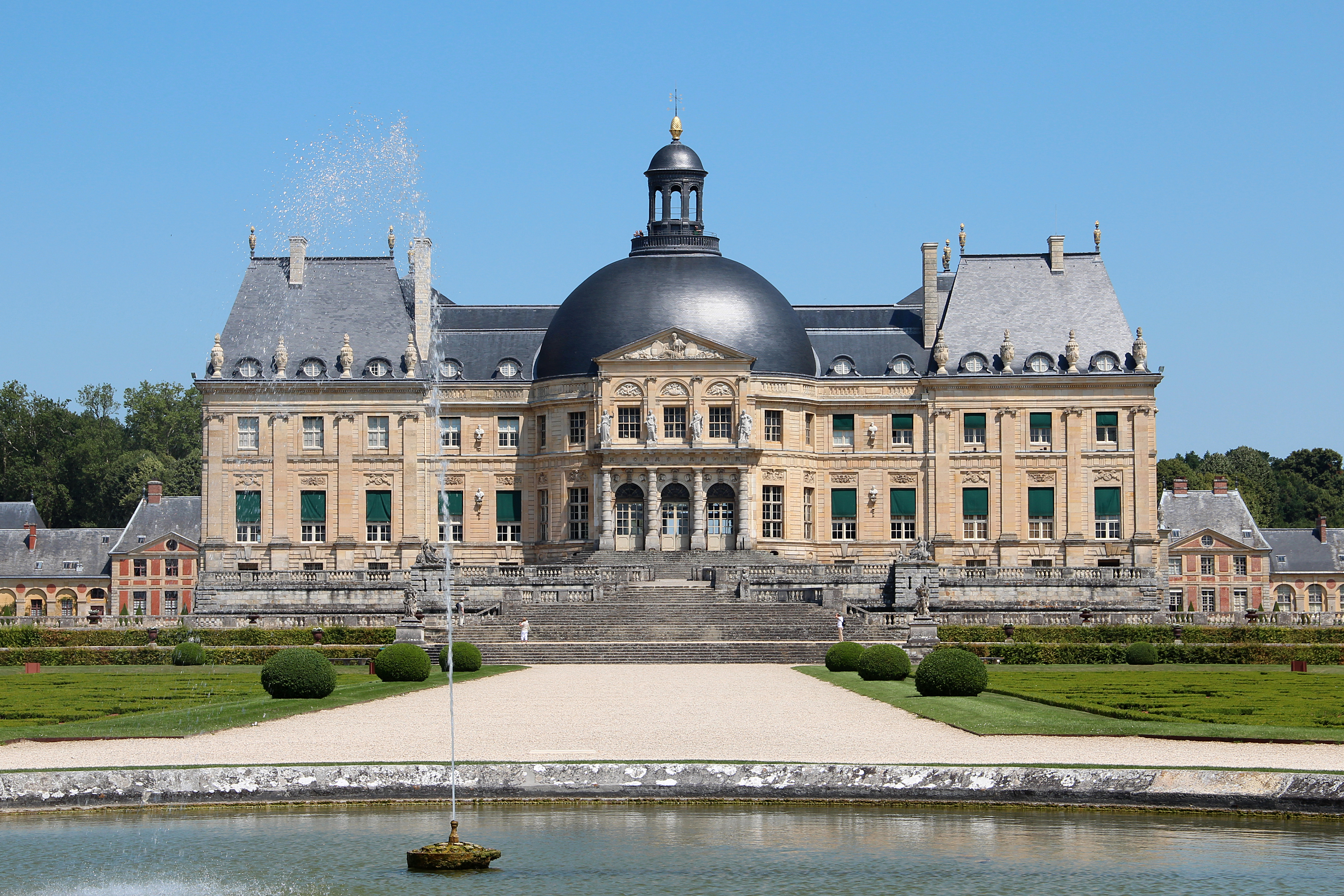
Vaux-le-Vicomte.

Avec le château de Vaux-le-Vicomte, Louis Le Vau reprend le standard imposé par Mansart et l'accentue encore un peu plus. Il s'agit d'affirmer la puissance du propriétaire, le surintendant Nicolas Fouquet.

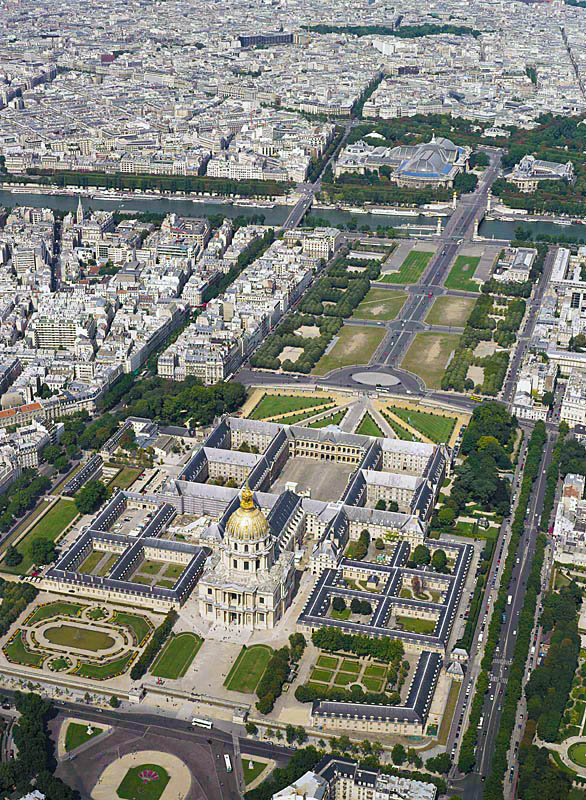
Les Invalides de Paris

L’hôtel des Invalides est édifié entre mars 1671 et février 1677 par Libéral Bruand et sa chapelle est achevée en 1706 par Jules Hardouin-Mansart.

#### Art baroque savoyard
L'Art baroque savoyard est un style artistique religieux issu de la Contre-Réforme (milieu du XVIe siècle) consistant à l'aide de l'architecture, de la peinture et de la sculpture à mettre en scène la foi, notamment autour du retable. Ce mouvement connut un véritable dynamisme dans les églises de Savoie aux XVIIe et XVIIIe siècles.

### L'Espagne, le Portugal et leurs empires

#### Sur le vieux continent

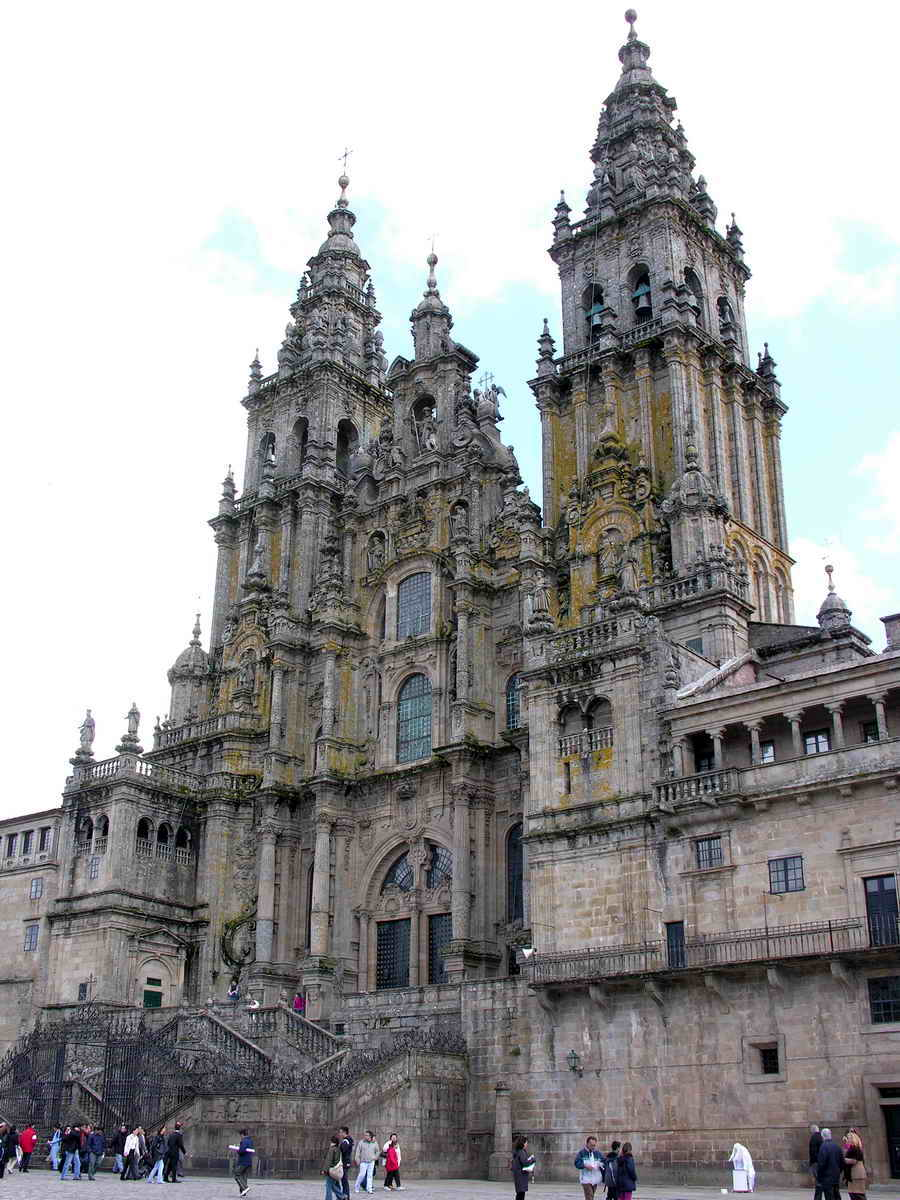
Le baroque churrigueresque est le mieux représenté sur la façade principale de la Cathédrale de Saint-Jacques-de-Compostelle.

Au fur et à mesure que pénètre l'influence italienne au-delà des Pyrénées, elle fait reculer l'approche classicisant en vogue jusqu'alors sous la férule de Juan de Herrera. En 1667, les façades de la cathédrale de Grenade par Alonso Cano annoncent la victoire du baroque en Espagne. S'ensuit la cathédrale de Jaén par Eufrasio López de Rojas qui intègre les leçons baroques au structures architecturales spécifiquement espagnoles.

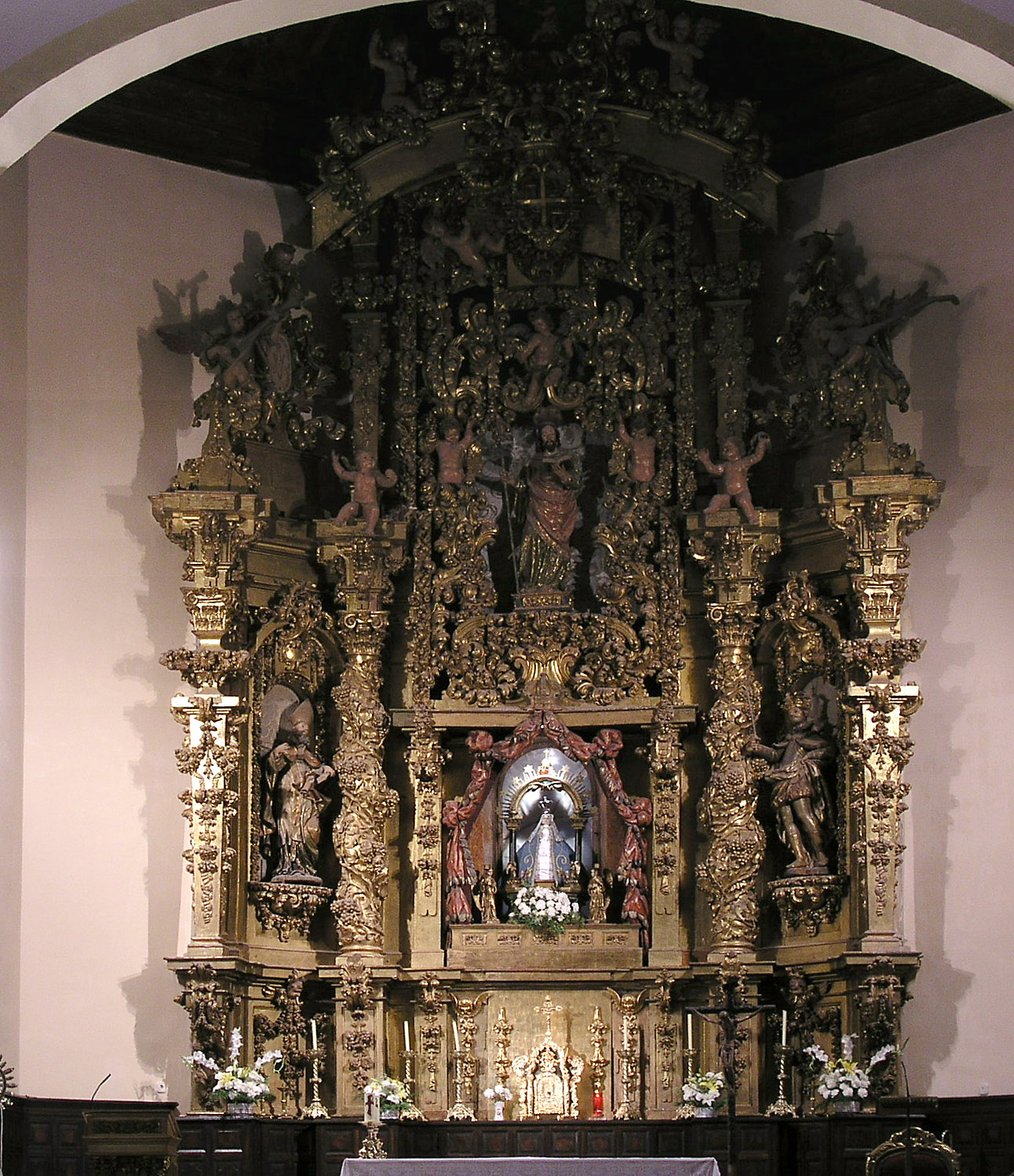
Autel baroque, Tolède.

En contraste avec l'art du nord de l'Europe, les Espagnols ont créé un art qui fait appel aux sens plus qu'à l'intellect. La famille Churriguera, architectes spécialisés dans le dessin et la construction d'autels et de retables s'est opposée au style dépouillé qu'on appelle « herreresque » en référence à son inventeur et promoteur principal, Juan de Herrera, et a promu un style exagéré, élaboré, presque capricieux qui couvre chaque pouce de surface disponible avec un motif et qui est passé à la postérité sous le vocable de « churrigueresque ». En moins d'un demi-siècle, les Chirrugera transforment Salamanque en une cité modèle du style churrigueresque.
Le Portugal, sous domination espagnole entre 1580 et 1640, est dans la sphère d'influence culturelle de son grand voisin et ne s'en distingue (ce qui est vrai aussi pour le Brésil vis-à-vis des colonies espagnoles d'Amérique latine) que par une atténuation sensible, empreinte d'une douceur toute portugaise.

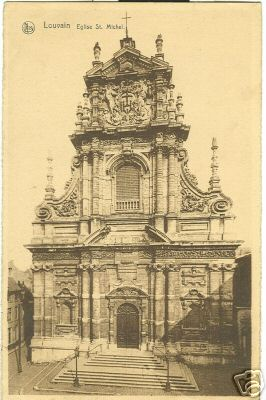
Église Saint-Michel de Louvain.

Aux riches Pays-Bas espagnols (peu ou prou la Belgique actuelle), la même approche prédomine, qui lie une surcharge décorative à la structure architectonique et qui fait passer la fluidité au second plan. On mentionnera l'église Saint-Michel de Louvain avec sa façade exubérante sur deux étages, ses bouquets de colonnes et l'intégration complexe d'un modénature sculptée de style français.

#### En Amérique latine
L'Amérique latine est dans la sphère d'influence du baroque churrigueresque espagnol et se caractérise par une surcharge décorative mâtinée d'influences locales qui donnent toute sa saveur au baroque latino-américain.

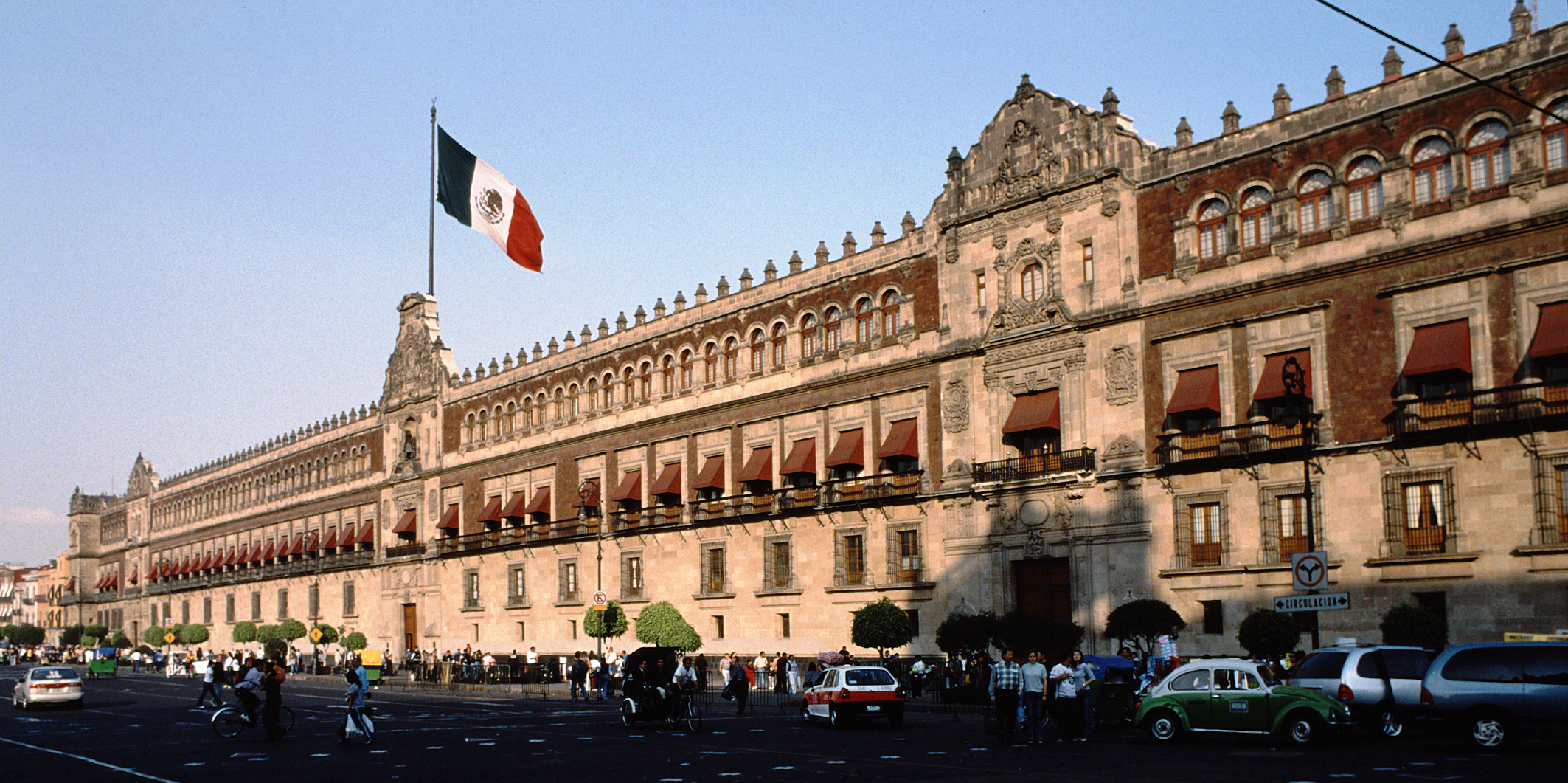
Palais des vice-rois de la Nouvelle-Espagne sur le Zócalo.

Typiquement, les villes qui se construisent alors comprennent une Plaza Mayor (le célèbre Zócalo de Mexico en est l'exemple le plus grandiose) qui réunit les bâtiments des pouvoirs administratifs et religieux : palais du vice-roi ou de son représentant et la cathédrale (là encore, Mexico se distingue avec sa cathédrale métropolitaine, la plus vaste du continent).
La conquista avait eu pour conséquence un dramatique déclin démographique, les conquistadores apportant avec eux la variole, une maladie des plus virulentes qui décima les populations amérindiennes lors de leur arrivée sur le continent en 1518. Le XVIIe siècle voit un renouveau démographique et la construction de nombreuses villes dont certaines ont gardé leur cachet originel. Citons Ouro Preto au Brésil, Morelia au Mexique.
Comme dans la vieille Europe, les ordres religieux ne sont pas de reste. Les Jésuites en particulier y ont laissé un témoignage architectural unique de leurs missions, comme à São Miguel Arcanjo, ou avec ke pont des Jésuites à Rio de Janeiro.

### Dans le Saint-Empire romain germanique

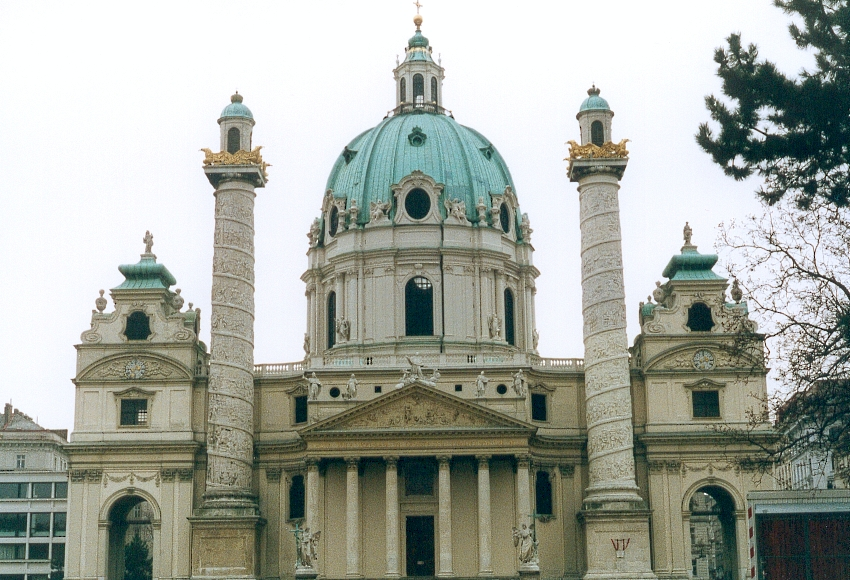
Église Saint-Charles-Borromée de Vienne par Fischer von Erlach.

L'église Saint-Michel de Munich, commandée par les jésuites et construite entre 1583 et 1597, est souvent considérée comme le premier exemple du baroque au-delà des Alpes, mais, tout comme l’œuvre d’Elias Holl (1573 - 1646) à Augsbourg, cette tentative avait été interrompue par la guerre de Trente Ans et n'avait pas donné suite. Il faut attendre 1648 et la fin de la guerre de Trente Ans pour que l’art baroque s’épanouisse avec force dans le Saint-Empire romain germanique. Cette période faste atteint son apogée entre 1690 et 1720, notamment à la suite du déclin du nombre de chantiers en Italie. Nombre de maîtres-maçons italiens traversent alors les Alpes, les magistri Grigioni, les Carlone de Lombardie, les Lurago du Tessin trouvent à s’employer alors que la guerre de Trente Ans et l’absence de chantiers a dépeuplé les rangs des spécialistes allemands de la construction.

#### En terres catholiques

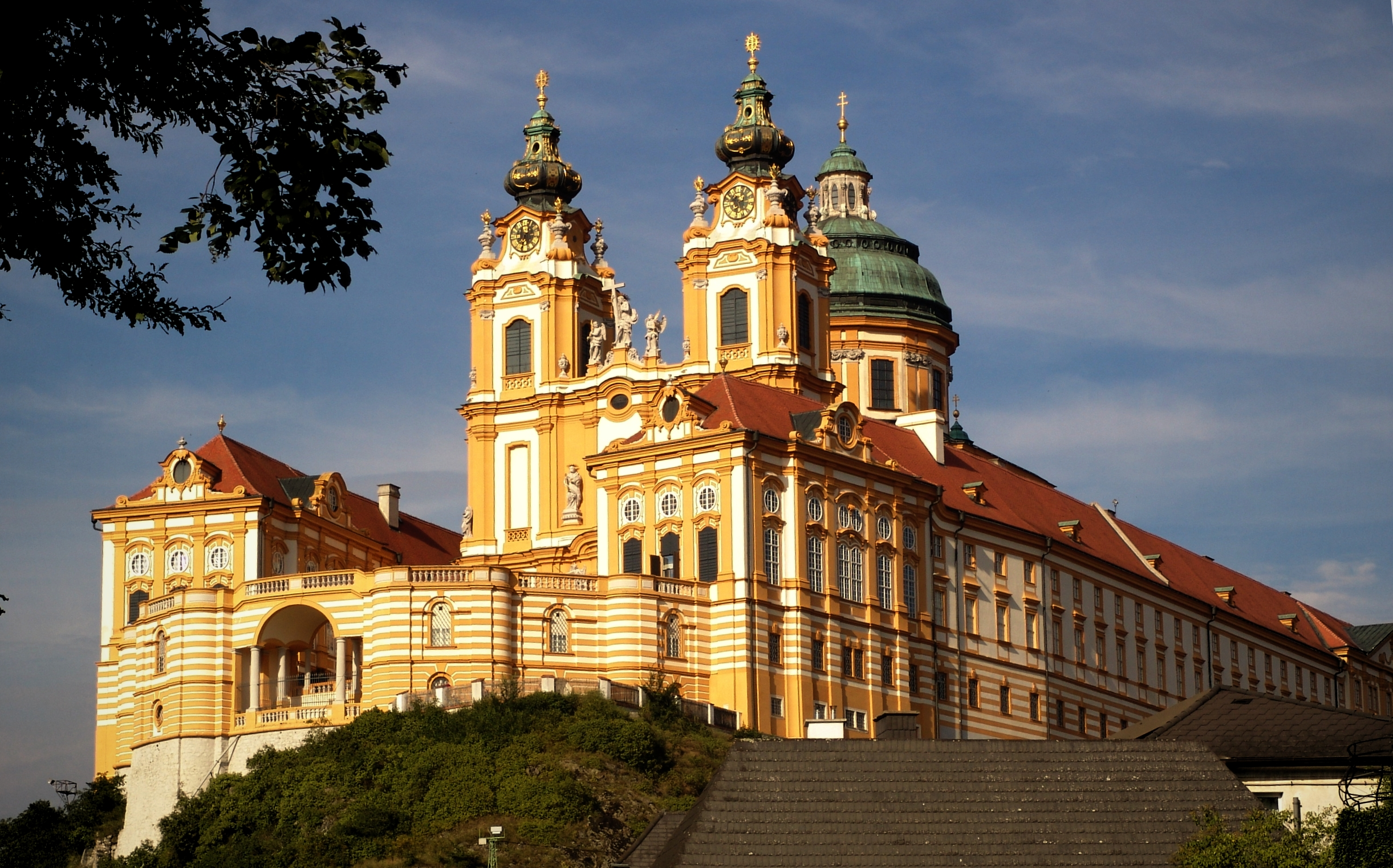
L'abbaye de Melk due à Jakob Prandtauer.

Dès lors les nouveaux foyers de création sont Vienne et Prague. Aux alentours, les ordres ecclésiastiques sont amenés à se construire de somptueux bâtiments : leurs abbayes et monastères ont souvent été détruits ou pillés par les troupes protestantes. L'Allemagne est morcelée par le Kleinstaaterei, le prince de chaque micro-État entre en compétition avec son voisin et se fait construire de fastueux palais.
Parallèlement, la puissance de l'Autriche s'affirme, et comme pour mieux souligner l'ascension de la monarchie des Habsbourg, la noblesse se fait bâtir nombre de palais par les grands architectes que furent Lukas von Hildebrandt et Johann Bernhard Fischer von Erlach qui développe un style « impérial » aux multiples références historicisantes particulièrement visible dans l'église Saint-Charles-Borromée de Vienne.
Aidés par leurs importants revenus fonciers, les monastères d'Ottobeuren, Benediktbeuern, Rottenbuch, Melk, Břevnov, etc., font appel aux grands architectes allemands, dont beaucoup se sont formés en Italie, mais qui n'en développent pas moins un style propre à l'Allemagne méridionale, fait de mouvement et de couleur qui aboutira au rococo.
Le renouveau du baroque au début du XVIIIe siècle est bien en Autriche, autant dans les campagnes grâce à Jakob Prandtauer qu'à Vienne.

##### Le mur pilier

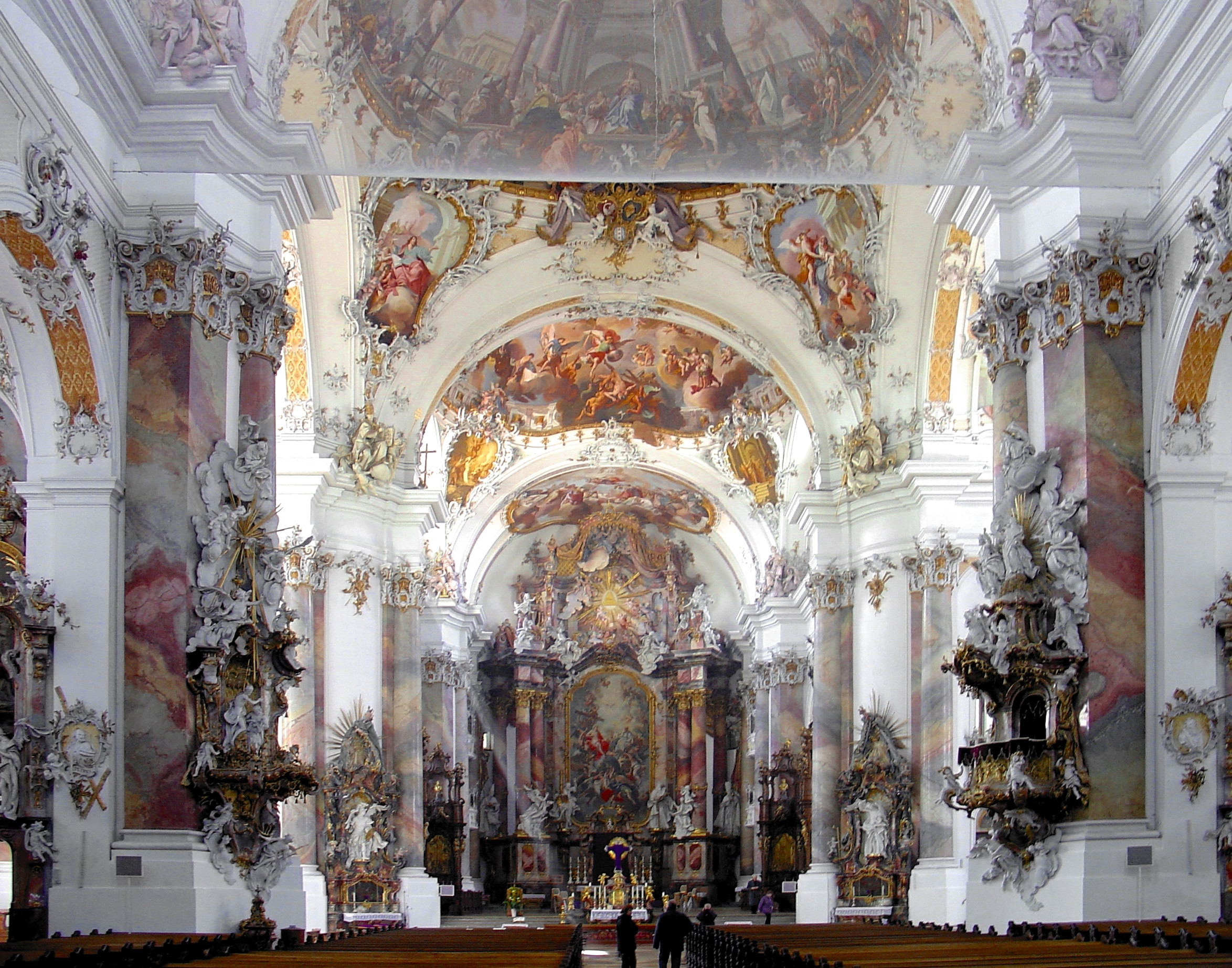
Exemple d'église à mur pilier à Ottobeuren.

À Dillingen, les jésuites innovent et inventent un nouveau concept, le « mur pilier » (Wandpfeiler) qui tient son origine dans le principe (allemand déjà et somme toute ancien puisque gothique) de l’église-halle : les contreforts sont placés à l'intérieur de la construction sous forme de colonnes ou de piliers reliés au mur externe par des murs non-porteurs, mettant à nu le « squelette » structurel. On parle d'« école de Vorarlberg » à ce sujet, les premiers essais étant situés dans cette région limitrophe. La voûte est généralement en berceau et repose sur un entablement horizontal qui retombe sur des arcs transversaux, entre les arcs de hautes baies vitrées éclairent des chapelles latérales.
Cette solution architectonique procure plusieurs avantages : un éclairage latéral, un espace central facilement modulable et facile à redécorer au goût du jour comme cela sera le cas dans plusieurs églises (qui connaissent un « toilettage » rococo ou néoclassique).

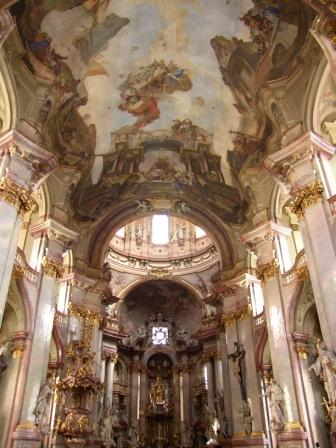
Saint-Nicolas de Malá Strana à Prague.

En Bohême, on voit apparaître un « baroque radical » sous l'influence de Christophe Dientzenhofer et surtout de son fils Kilian Ignace Dientzenhofer qui s'inspirent de Camillo-Guarino Guarini et se caractérise par l'ondulation des murs piliers et l’usage d'ovales, dans la conception de l’arcature de la voûte, qui s'interpénètrent. Le chef-d’œuvre du baroque radical est sans conteste l’église Saint-Nicolas de Malá Strana à Prague.
L'influence du baroque radical est perceptible dans beaucoup d'églises bavaroises du l'architecte Johann Michael Fischer comme à Ottobeuren et au monastère de Benediktbeuern. Les réalisations de Johann Balthasar Neumann, en particulier en l'église de pèlerinage des Quatorze saints intercesseurs, sont considérées comme la synthèse définitive du baroque allemand et du baroque radical de Bohême.

##### Architecture civile

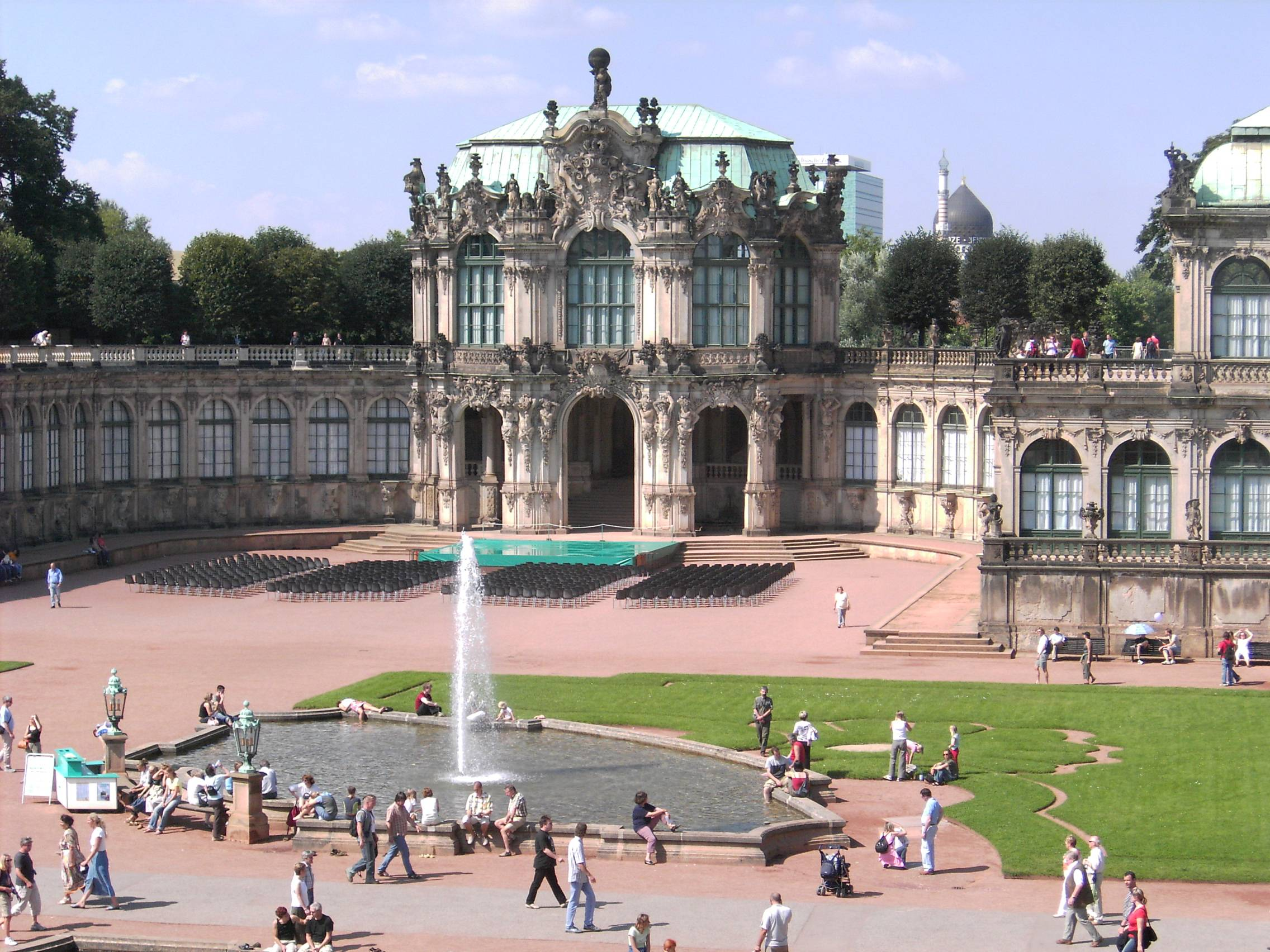
Le Palais Zwinger de Dresde.

L'architecture palatine du baroque allemand de l'époque est trop variée et trop nombreuse pour qu'on nomme tous les palais et châteaux que les potentats, princes, évêques, électeurs, margraves, rois ou empereurs se construisent alors. Citons dans le désordre le Belvédère, cadeau au prince Eugène de Savoie-Carignan pour services rendus à la couronne, le palais Schönborn, les Châteaux d'Augustusburg et de Falkenlust de l'évêque de Cologne, la résidence de Wurtzbourg des princes-évêques de la ville, Schönbrunn construit pour l'empereur du Saint-Empire - tous, à un degré ou un autre, réalisent la synthèse entre le modèle français illustré par Versailles (château entre cour et jardin avec cour d'honneur côté ville) et le modèle italien ou espagnol (un « pâté » aussi large et imposant que possible avec une façade uniforme). Plus le siècle avance, plus le modèle français prend le dessus, mais intègre des éléments spécifiquement allemands que sont l'escalier « à l'impériale » et la salle d'honneur. Alors que le château ou l'hôtel particulier français possède une cage d'escalier relativement sobre au parement de pierre de taille où la décoration se concentre dans la rampe en fer forgé et le « grand salon » conserve une taille modeste, le palais allemand et autrichien fait de ces pièces un espace de représentation, y concentre toute la décoration et n'hésite pas à percer la salle d'honneur sur deux étages.
Le palais Zwinger fait exception et mérite qu'on s'y attarde. Œuvre de Matthäus Daniel Pöppelmann, Oberlandbaumeister d’Auguste II, roi de Saxe et de Pologne, le Zwinger se destinait à être une cour pour les tournois et les fêtes de la brillante cour de Saxe. Pöppelmann l'appelait lui-même le « théâtre romain ». Il s'y retrouve tous les éléments baroques : théâtralité, affirmation de la puissance et richesse du souverain, perspective (l'axe principal aboutit vers une tour qui domine la ville et la campagne environnante) et lignes horizontales continues interrompues par les pavillons.
Autre témoignage, plus modeste celui-ci, de la créativité débridée et ludique des architectes baroques (quand leurs commanditaires le leur permettaient) est le château de Karlova Koruna construit pour l’archichancelier de Bohême, le comte František Ferdinand Kinský : le plan au sol est étonnamment triangulaire, de la salle d’honneur ronde et centrale rayonnent trois corps de bâtiments en forme de carrés partiellement intersectés avec le cercle central.

#### En terres protestantes

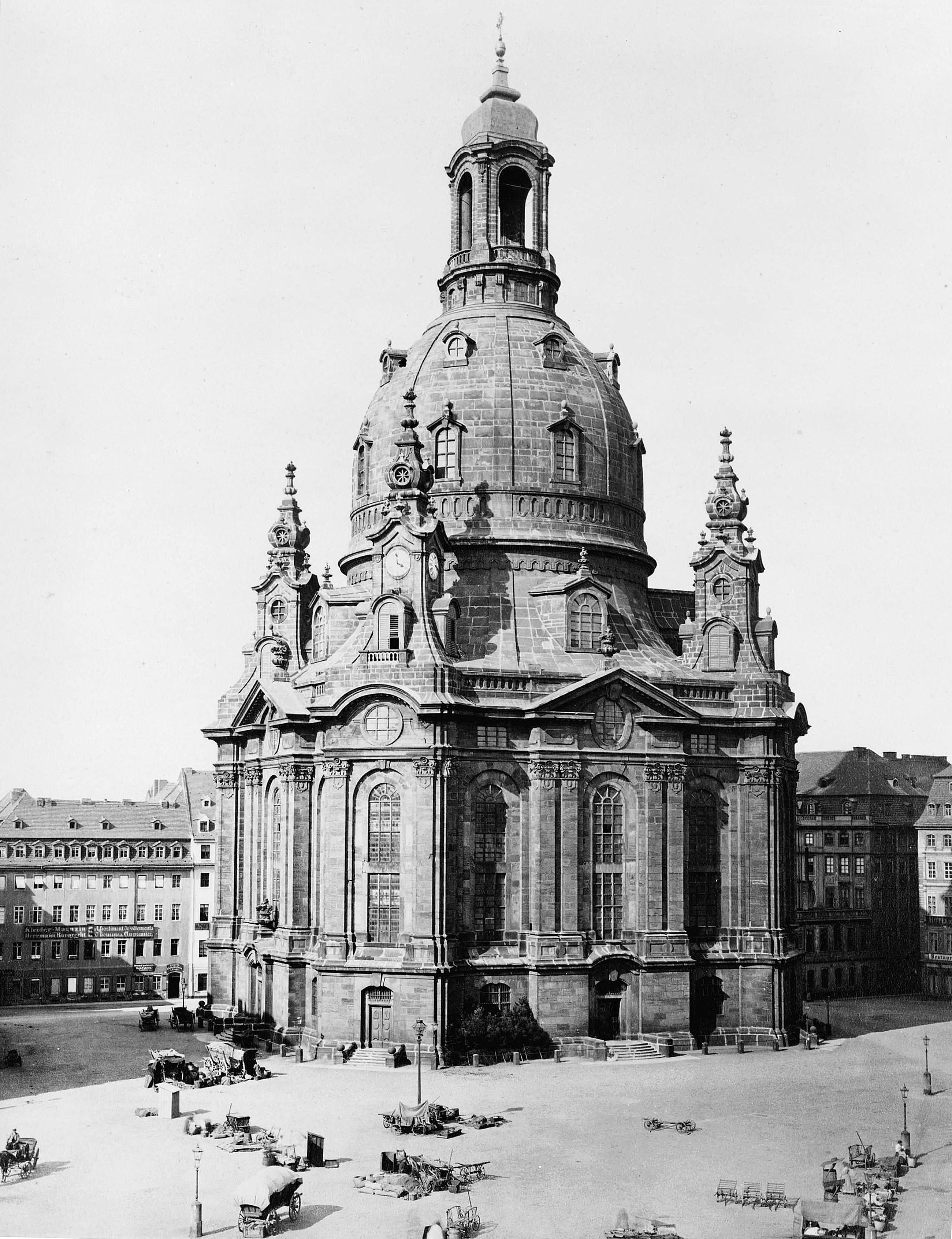
Frauenkirche de Dresde

L'architecture sacrée protestante est de moindre importance durant l'époque baroque. Elle n'est pas inexistante pour autant, mentionnons la Frauenkirche de Dresde et la cathédrale Sainte-Edwige de Berlin (catholique, mais construite par le roi protestant Frédéric II de Prusse) et, sur le Gendarmenmarkt les temples jumeaux du Französischer Dom et du Deutscher Dom.
L'architecture baroque ne dessert pas moins les ambitions des princes protestants dans le Nord de l'Allemagne qu'elle ne le fait dans le Sud pour l'Empereur catholique et sa cour. Potsdam et le palais de Sanssouci de Frédéric II, Copenhague et l’Ermitage et la place Amalienborg voulus par Christian VI et Frédéric V de Danemark en témoignent.

### En Grande-Bretagne

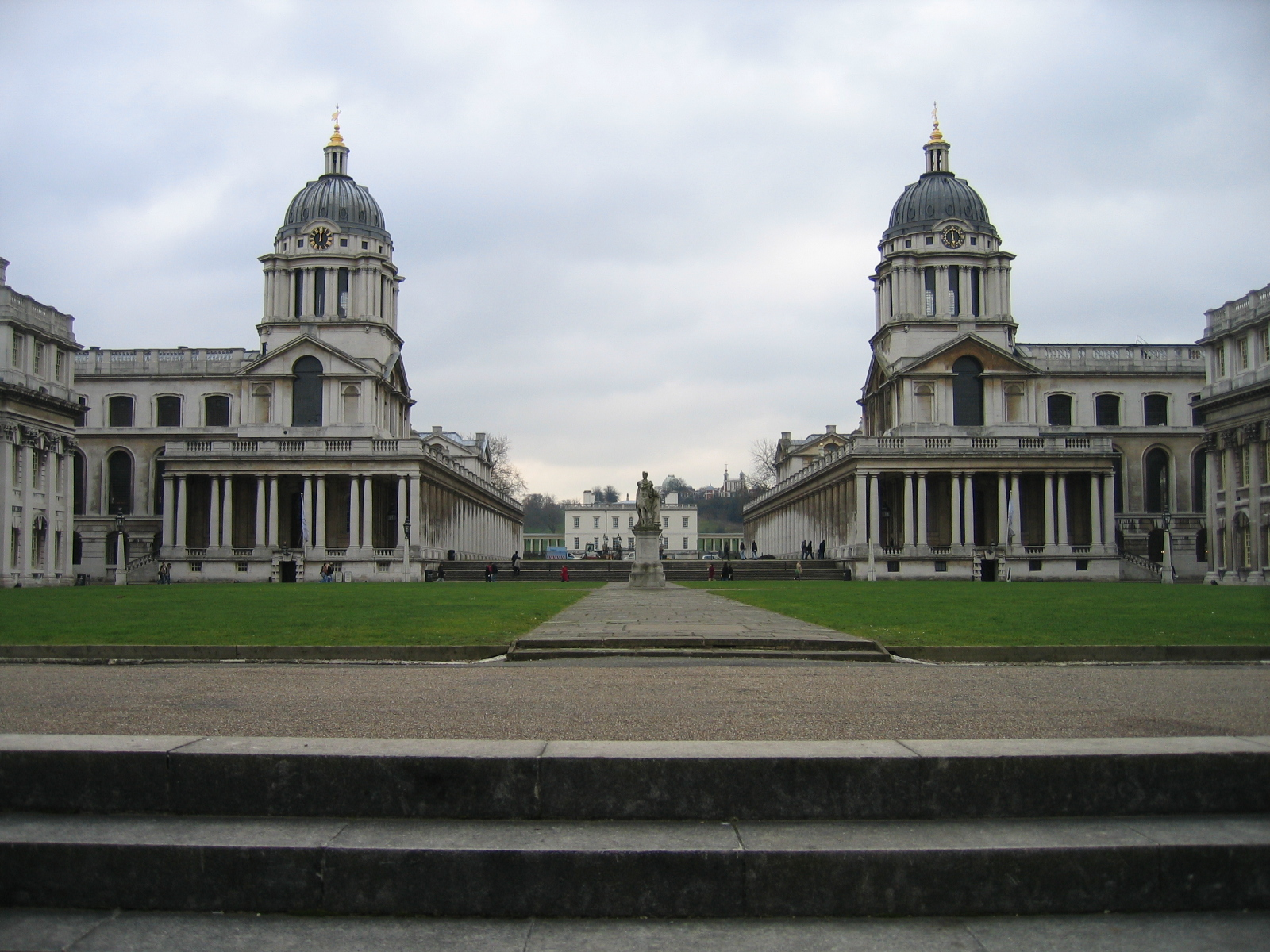
Hôpital de Greenwich par Christopher Wren, 1694.

Si, comme on l'a vu, le baroque est compatible avec le luthéranisme, il n'est pas en revanche soluble dans la démocratie. Les Provinces-Unies des Pays-Bas, à majorité calviniste, qui connaissent pourtant une prospérité économique et un âge d'or artistique sans précédent en témoignent : le baroque architectural en est quasiment absent et sa peinture, si spécifique, n'est pas, à proprement parler, baroque. La Grande-Bretagne connaît un interrègne anglais avec le protectorat d’Oliver Cromwell avant la restauration anglaise (1660). Entre le décès d’Inigo Jones en 1652 et la fin du Grand Tour de Christopher Wren en 1665, il n'y a pas d'architecte de premier plan sur le sol anglais.
On doit à Wren l'introduction du baroque architectural dans le royaume rétabli. Il se démarque de son équivalent continental par la clarté de son dessin et sa tendance classicisante (en particulier, en se référant de façon constante au modèle palladien qui correspond mieux au puritanisme anglais). Comme en Allemagne avec la guerre de Trente Ans ou en Sicile avec le tremblement de terre, c'est à une catastrophe, le grand incendie de Londres, que l'on doit un renouveau dans la construction. En quelques années, Wren supervise l'édification de cinquante-trois églises dont la cathédrale Saint-Paul de Londres qui soutient la comparaison avec les plus ambitieux projets du baroque religieux continental. Les palais et églises qui se construisent alors sont « classiques » dans leur décoration et « baroque » dans leur ampleur majestueuse et leurs proportions monumentales. La tentative de Thomas Archer avec son église St. John's de Smith Square (1728), d'introduire le baroque italien du Bernin dans l'architecture religieuse anglaise rencontre beaucoup moins de succès.

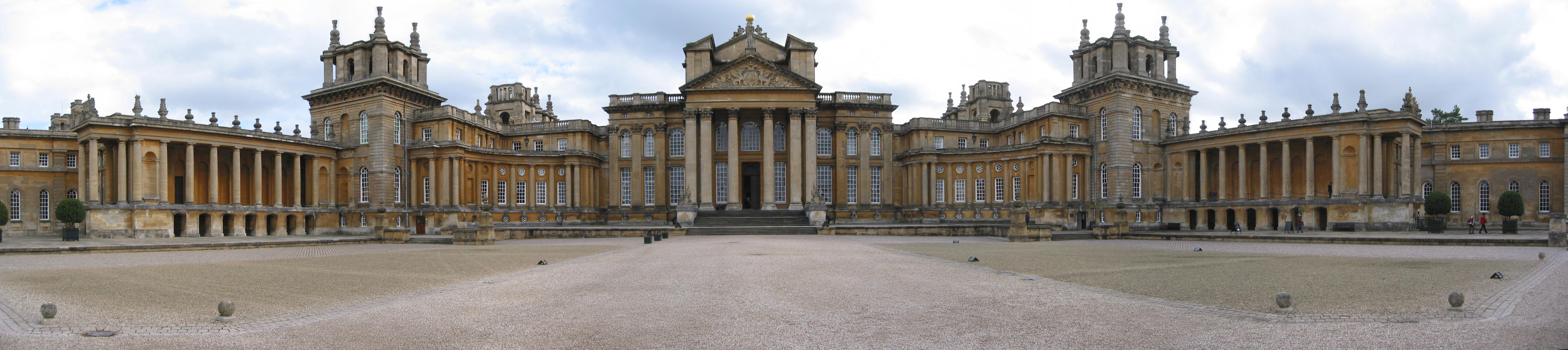
Palais de Blenheim, chef-d’œuvre absolu du baroque anglais.

Bien que Wren soit également un architecte actif dans le domaine civil, c'est à William Talman qu’avec la Chatsworth House (1687), l’on doit la première country house (l’équivalent anglais du château de plaisance continental) véritablement baroque. L'apogée du baroque anglais vient avec Sir John Vanbrugh et Nicholas Hawksmoor.

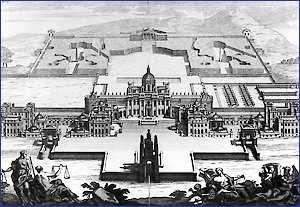
St John's Smith Square par John Vanbrugh, 1718.

Ils ont la plupart du temps collaboré ensemble sur des projets grandioses comme Castle Howard (1699) et le palais de Blenheim (1705) même si chacun est capable de s'affirmer individuellement de manière complète.
Quand bien même ces deux palais apparaîtraient pompeux et rigides pour un visiteur continental, leurs lourds pinacles et leur masse presque oppressante ont, un temps, fasciné le public anglais. Castle Howard est la conjonction flamboyante et animée des masses géométriques dominées par une tour cylindrique couronnée d'un dôme qui n'eut pas dépareillé à Munich ou Dresde. Blenheim, qui porte le nom d'une victoire austro-anglaise, est un cadeau de la couronne au duc de Marlborough en remerciement des services rendus. Le bâtiment est massif, le portique central imposant, le portail d'entrée pensé comme un arc de triomphe. John Vanbrugh réalise encore le Seaton Delaval Hall (1718), une mansion plus modeste et cependant unique dans son audace architectonique et son style baroco-palladien. Cependant, dès le second quart du XVIIIe siècle, le baroque tombe en désuétude en Grande-Bretagne qui invente alors le jardin anglais et préfère des country houses moins imposantes et moins guindées.

### En Europe orientale

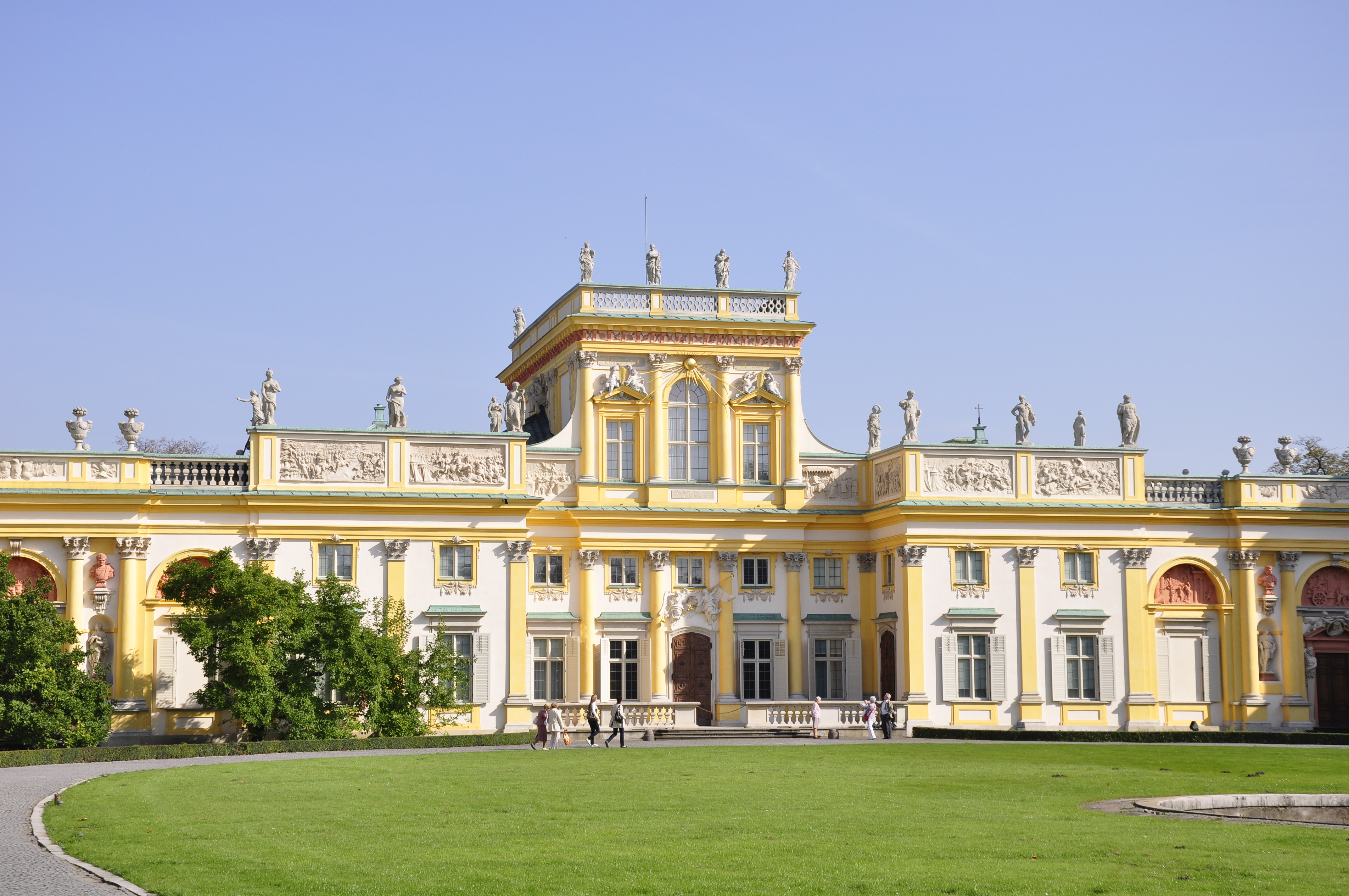
Le palais de Wilanów à Varsovie.

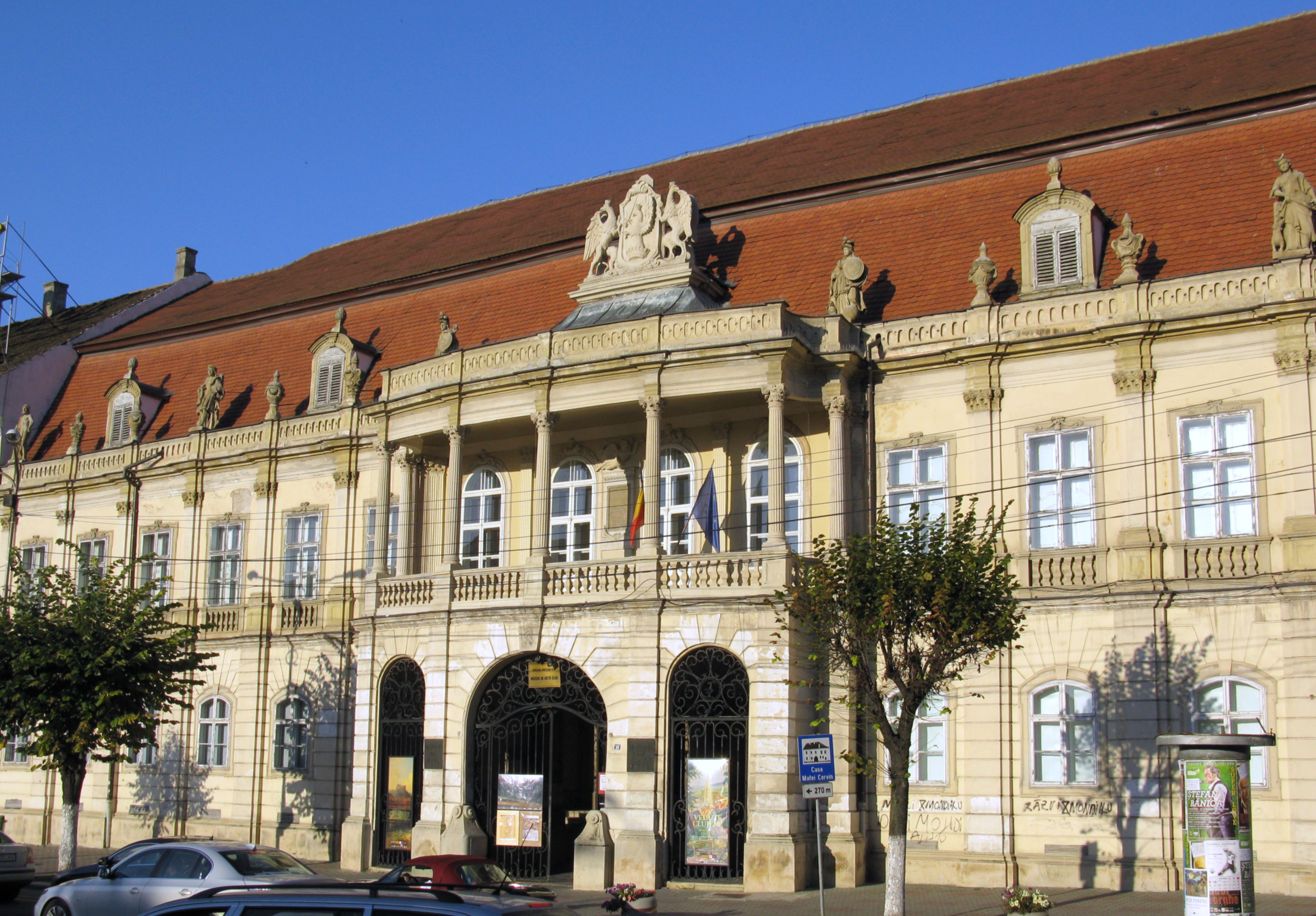
Le Palais Bánffy de Cluj-Napoca, en Transylvanie.

En Russie, l’architecture baroque russe passe par trois phases - la première correspond au baroque Narichkine surtout visible à Moscou, avec ses élégantes décorations de pierre blanche sur mur de briques rouges ; la seconde, phase de maturité, correspond au baroque pétrovien qui prend son nom du tsar Pierre le Grand couvre le règne de ce dernier entre les années 1680 à 1720 et correspond à la construction de Saint-Pétersbourg ; la dernière phase, le baroque rastrellien, du nom de l'architecte des tsarines Élisabeth et Catherine II, Bartolomeo Rastrelli correspond au style Louis XV français ou rococo allemand.
L’Union de Pologne-Lituanie vit, durant l’ère baroque, ses derniers feux avant son dépeçage par ses puissants voisins. C’est, cas rare dans l’histoire, un royaume électif réunissant deux (la Pologne et la Lituanie) puis trois (l’Ukraine occidentale) nations. Dans les faits, les magnats de la Szlachta sont presque exclusivement polonais et la Rzeczpospolita (République), une oligarchie de grands propriétaires terriens qui se font édifier palais et châteaux au grandiose goût du jour qui sied à leurs ambitions. Les ordres religieux ne sont pas en reste dans cette région de frontière entre les mondes orthodoxe (Ukraine), catholique (Pologne) et calviniste (Lituanie) où vit de plus une forte minorité juive.
Comme dans le Saint-Empire, les architectes viennent majoritairement d'Italie et l'on retiendra les noms des Catenazzi : Andrea (1640 - 1701) auteur de nombreuses églises de Posnanie avec son frère Giorgio, et son fils Giovanni (1660 - 1724). Augustyn Wincenty Locci (ca. 1640 - 1737), également d'origine italienne, est l’architecte du palais de Wilanów. On doit à Pompeo Ferrari (ca. 1660 - 1736), la collégiale de Notre-Dame-bu-Bon-Secours de Poznań.

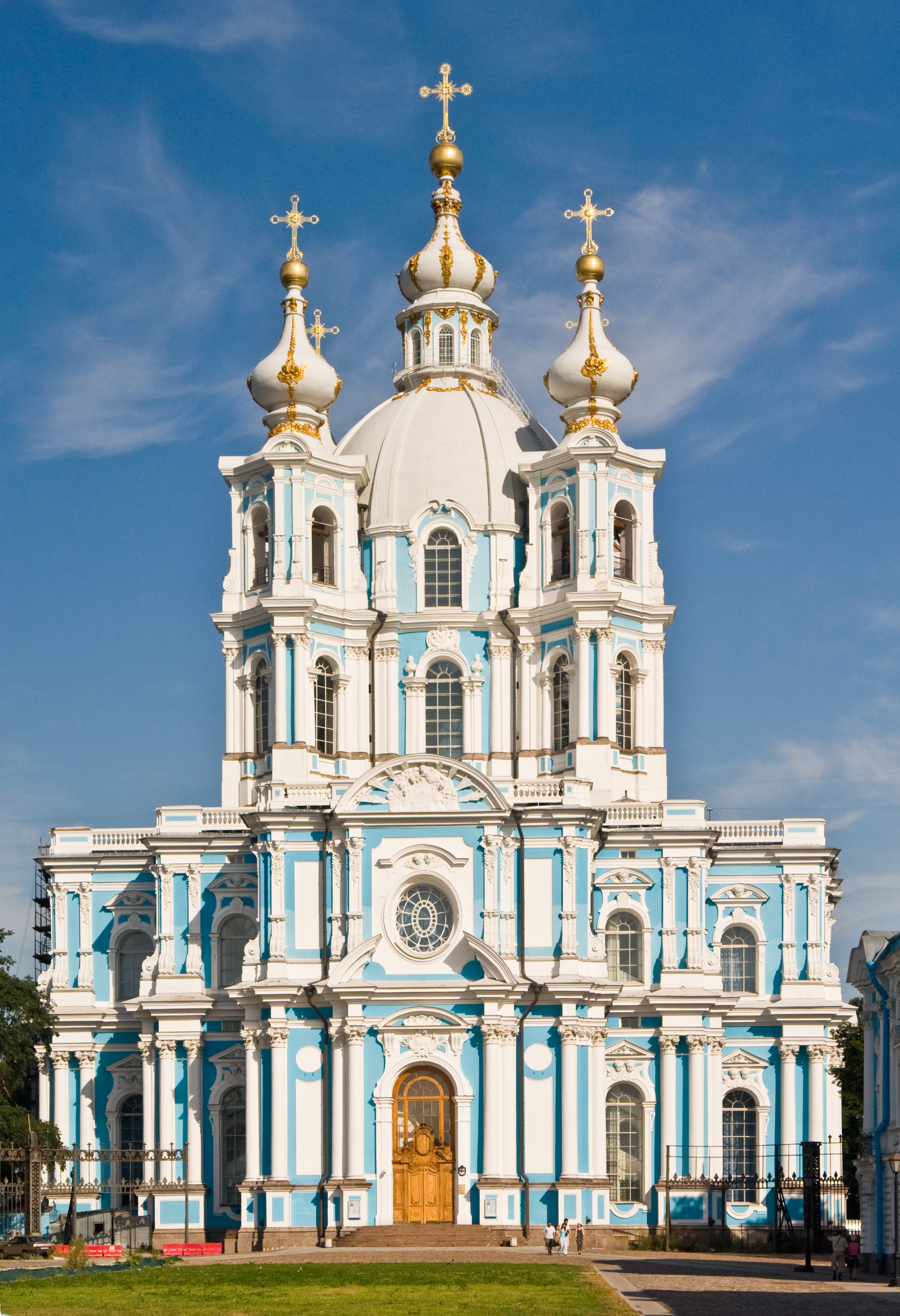
Cathédrale de la Résurrection (Smolny) du couvent Smolny par Bartolomeo Rastrelli (1749)
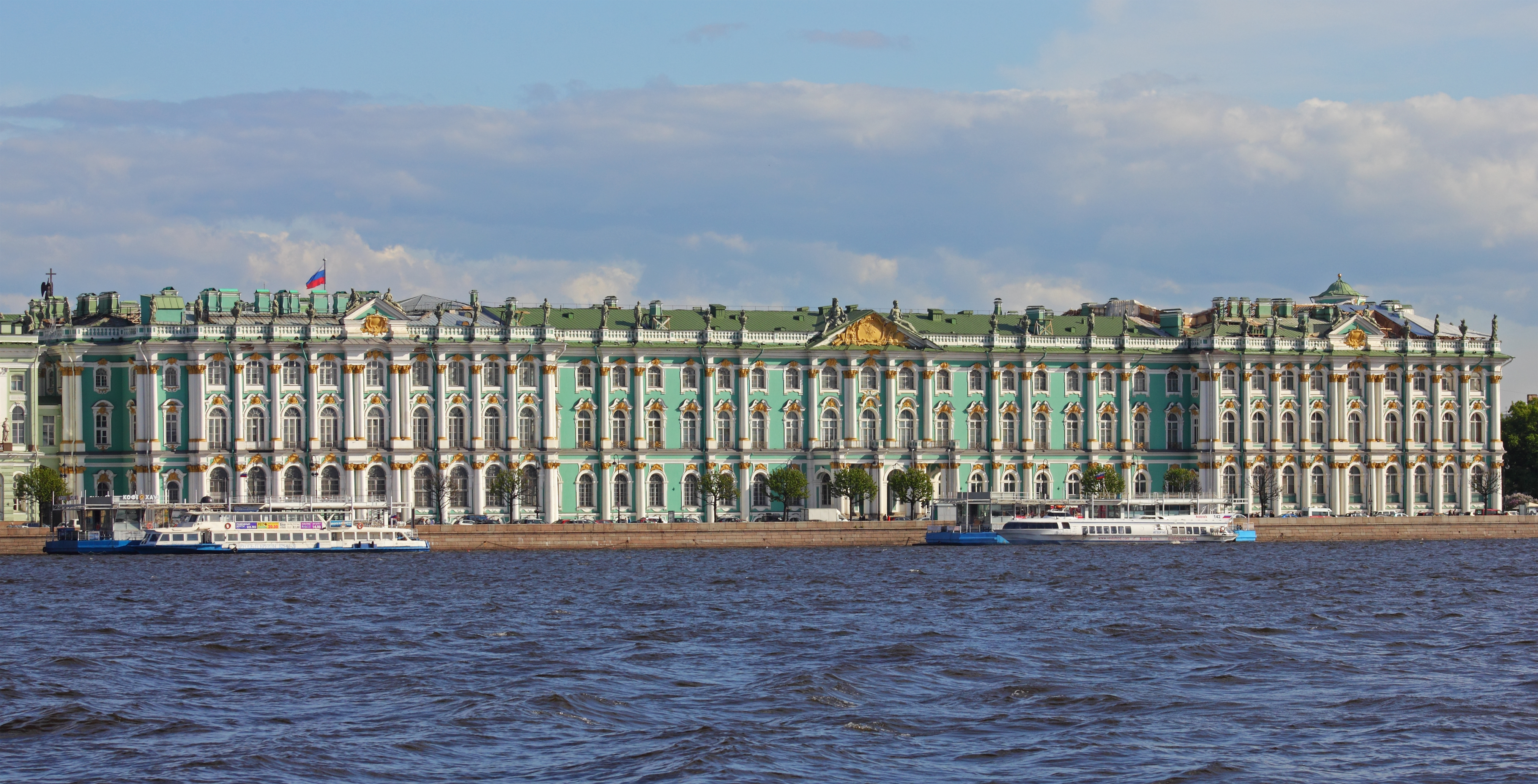
Palais d'Hiver (Ermitage) construit par Bartolomeo Rastrelli entre 1754 et 1762
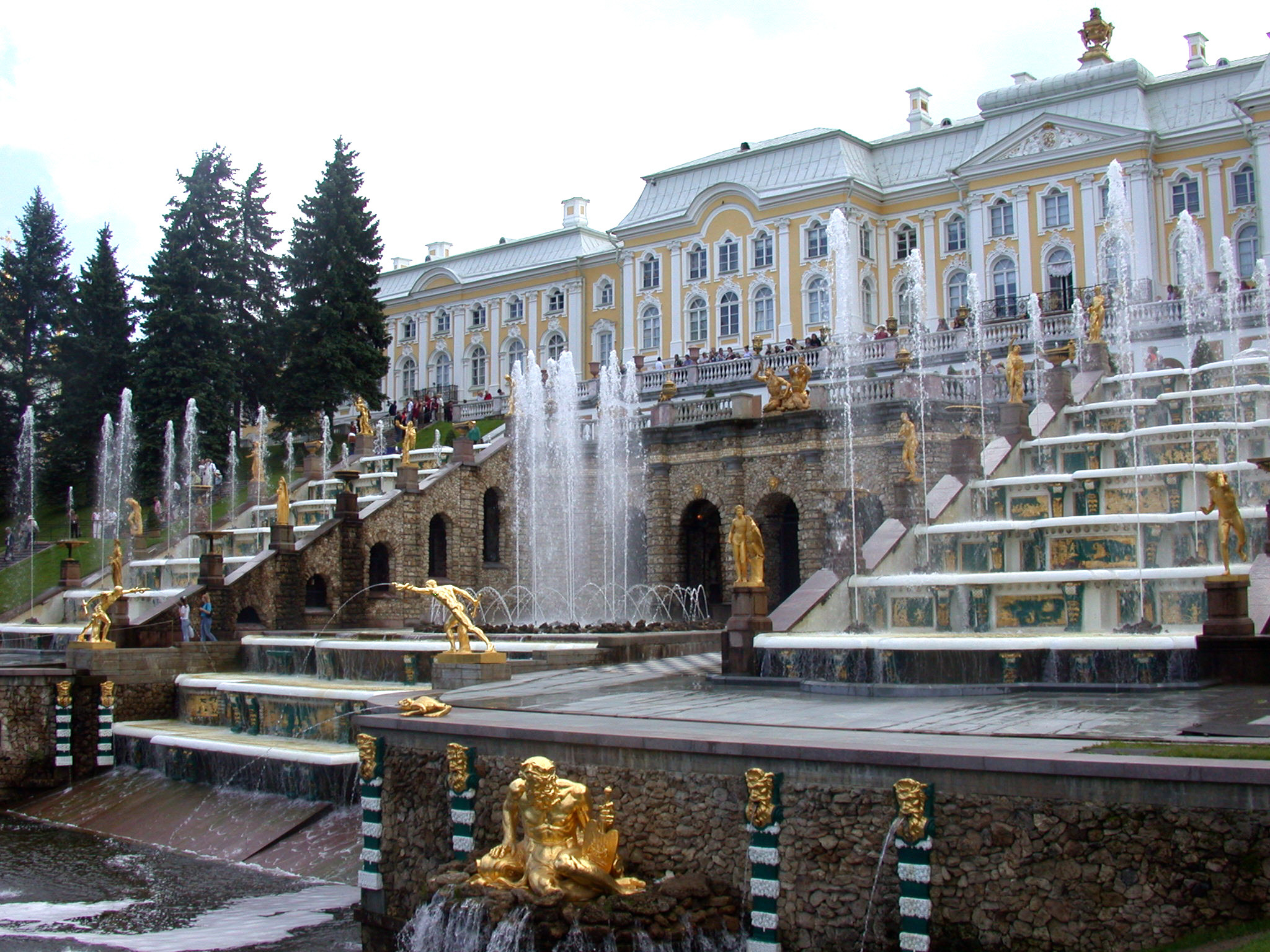
Le grand palais de Peterhof dont l'extension par Bartolomeo Rastrelli date des années 1740

## Déclin et héritage
De même que l'art de la Renaissance connaît un déclin formel avec le maniérisme, le baroque s'épuise dans un académisme précieux, et qualifié de vain par ses détracteurs, dans le rococo.
L'architecture baroque est consubstantielle à l’absolutisme, sa période rococo se termine avec celle du despotisme éclairé. Et on peut faire l'hypothèse que si le baroque s'épuise, c'est en raison de l'épuisement de la philosophie politique et religieuse (cujus regio, ejus religio) qui le sous-tend.

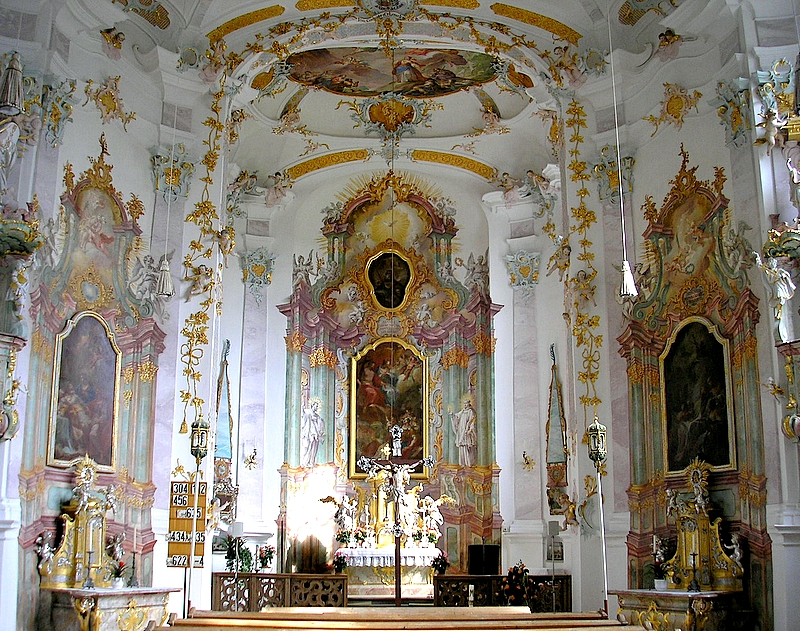
Vue de l'église Sainte-Thècle de Welden
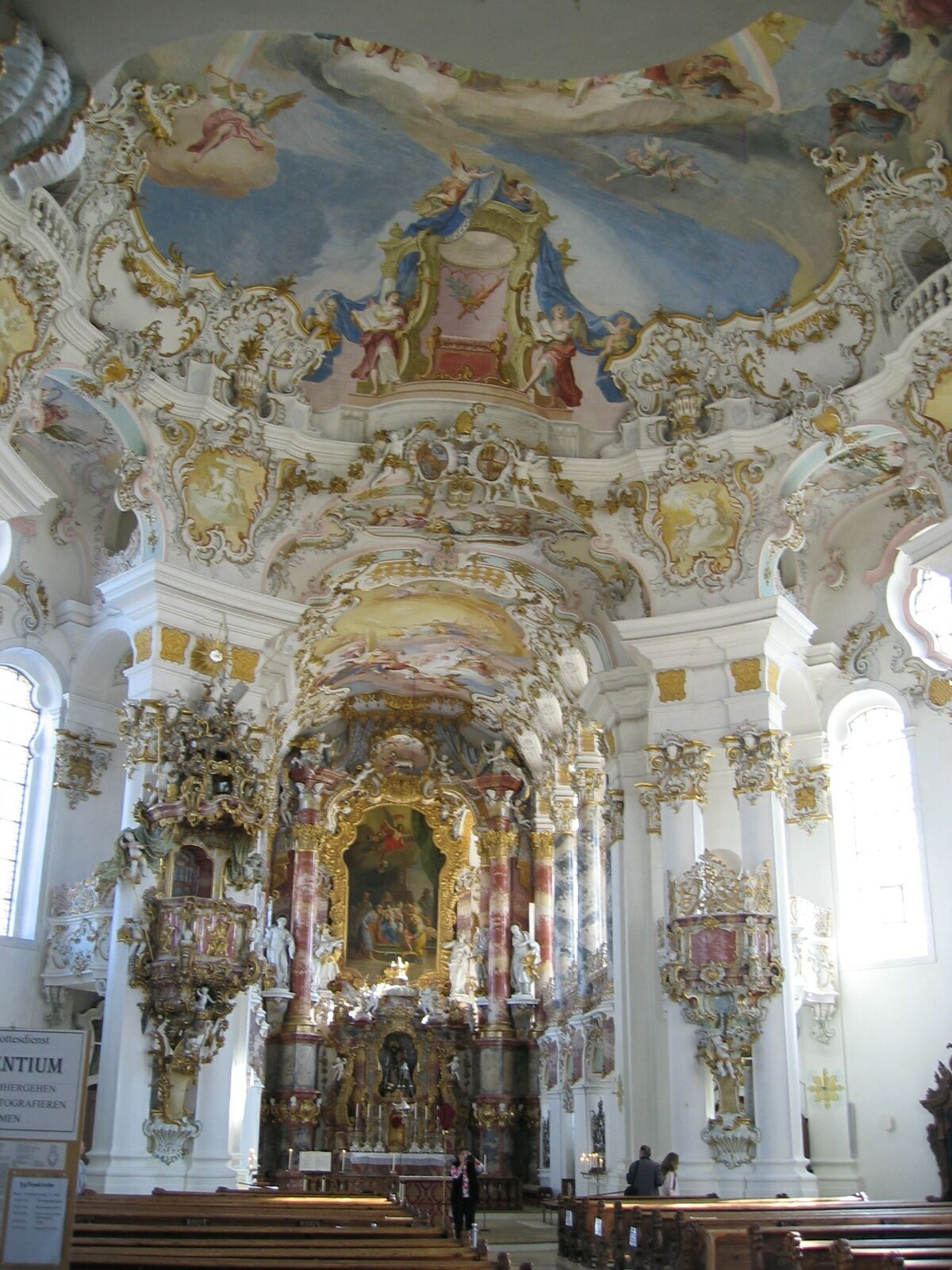
Autel de l'église de Wies

Il est supplanté par l’architecture néo-classique. Le modèle philosophique en vogue devient la monarchie constitutionnelle anglaise. La Guerre d'indépendance des États-Unis commence avec la rédaction de la Déclaration d'indépendance, la Révolution française se prépare. Une autre ère, plus démocratique s'ouvre, un autre style architectural est chargé d'en éterniser les principes…
L’architecture baroque revient à la mode sous une forme néo-baroque dans la deuxième moitié du XIXe siècle. Il n'est pas interdit de penser qu'il correspond alors à une certaine réaction absolutiste, en particulier dans le Second Empire de Napoléon III et l’Autriche-Hongrie de François-Joseph Ier.